# Liga Națională de handbal feminin 2015-2016
Liga Națională de handbal feminin 2015-2016 a fost a 58-a ediție a primului eșalon valoric al campionatului național de handbal feminin românesc, respectiv a 19-a ediție în sistemul Ligii Naționale. Competiția a fost organizată de Federația Română de Handbal (FRH). 
Sezonul 2015-2016 al Ligii Naționale de handbal feminin s-a desfășurat în sistem fiecare cu fiecare, doar cu tur și retur, fără Play-Off și Play-Out, între 28 august 2015 și 23 aprilie 2016. Echipele clasate pe primele 12 locuri s-au calificat automat în sezonul următor. Barajul de promovare–retrogradare a stabilit ultimele două echipe care au luat parte la competiția din 2016-17.

## Echipe participante
În afara celor 10 echipe rămase din ediția anterioară, au mai promovat din Divizia A echipele clasate pe locul 1 în cele două serii. Aceste echipe au fost CS Rapid București, câștigătoare a seriei A, respectiv HC Alba Sebeș, câștigătoare a seriei B. Alte două echipe au fost decise în urma unui turneu de baraj.
Astfel, echipele care au participat în sezonul competițional 2015-2016 al Ligii Naționale de handbal feminin sunt:
| - CSM București - HCM Baia Mare - ASC Corona 2010 Brașov - HCM Roman - SCM Craiova - HC Dunărea Brăila - HC Zalău | - CSM Ploiești - HCM Râmnicu Vâlcea - Universitatea Alexandrion Cluj - CS Rapid București - HC Alba Sebeș - CSM Unirea Slobozia - CS Măgura Cisnădie |

## Clasament
Clasament final, actualizat pe data de 23 aprilie 2016
|  | Echipe retrogradate în Divizia A              |
|  | Echipe care participă la barajul de promovare |

| Poz. | Echipa               | J  | V  | E | Î  | GM  | GP  | DG    | P  |
| ---- | -------------------- | -- | -- | - | -- | --- | --- | ----- | -- |
| 1    | CSM București        | 26 | 25 | 0 | 1  | 816 | 583 | + 233 | 75 |
| 2    | HCM Baia Mare        | 26 | 24 | 0 | 2  | 817 | 629 | + 188 | 72 |
| 3    | Corona Brașov        | 26 | 17 | 2 | 7  | 741 | 673 | + 68  | 53 |
| 4    | HC Dunărea Brăila    | 26 | 17 | 1 | 8  | 686 | 640 | + 46  | 52 |
| 5    | HCM Roman            | 26 | 15 | 2 | 9  | 671 | 617 | + 54  | 47 |
| 6    | CSM Ploiești         | 26 | 13 | 4 | 9  | 764 | 712 | + 52  | 43 |
| 7    | SCM Craiova          | 26 | 13 | 2 | 11 | 705 | 717 | - 12  | 41 |
| 8    | HCM Râmnicu Vâlcea   | 26 | 13 | 1 | 12 | 710 | 699 | 11    | 40 |
| 9    | HC Zalău             | 26 | 11 | 2 | 13 | 668 | 695 | - 27  | 35 |
| 10   | „U” Alexandrion Cluj | 26 | 8  | 1 | 17 | 657 | 764 | - 107 | 25 |
| 11   | CSM Unirea Slobozia  | 26 | 5  | 2 | 19 | 615 | 713 | - 98  | 17 |
| 12   | CS Măgura Cisnădie   | 26 | 5  | 1 | 20 | 691 | 783 | - 92  | 16 |
| 13   | CS Rapid București   | 26 | 5  | 1 | 20 | 679 | 804 | - 125 | 16 |
| 14   | HC Alba Sebeș        | 26 | 1  | 1 | 24 | 595 | 785 | - 190 | 4  |

## Rezultate în tur
Date oficiale publicate de Federația Română de Handbal

### Etapa I
| 28 august 2015 DigiSport218:00 | HC Zalău         | 23 - 21 | HCM Roman  | Sala Sporturilor, Zalău Arbitri: Badiu, Barbu |
| 28 august 2015 DigiSport218:00 | Constantinescu 6 | (14-12) | Tošković 8 | Sala Sporturilor, Zalău Arbitri: Badiu, Barbu |
| 28 august 2015 DigiSport218:00 | 4× 3×            | Cronica | 6× 3×      | Sala Sporturilor, Zalău Arbitri: Badiu, Barbu |

| 29 august 2015 10:30 | CS Rapid București | 29 - 46 | CSM Ploiești | Sala Rapid, București Asistență: 300 Arbitri: Florescu, Stoia |
| 29 august 2015 10:30 | Zaremba 9          | (16-20) | Tudor 8      | Sala Rapid, București Asistență: 300 Arbitri: Florescu, Stoia |
| 29 august 2015 10:30 | 2×                 | Cronica | 5×           | Sala Rapid, București Asistență: 300 Arbitri: Florescu, Stoia |

| 29 august 2015 DigiSport316:00 | HC Dunărea Brăila  | 33 - 29 | SCM Craiova | Sala Polivalentă „Danubius”, Brăila Arbitri: Iliescu, Manea |
| 29 august 2015 DigiSport316:00 | Horjea, Moldovan 9 | (14-13) | Cioaric 7   | Sala Polivalentă „Danubius”, Brăila Arbitri: Iliescu, Manea |
| 29 august 2015 DigiSport316:00 | 5× 2×              | Cronica | 2× 3×       | Sala Polivalentă „Danubius”, Brăila Arbitri: Iliescu, Manea |

| 29 august 2015 DigiSport217:45 | HCM Râmnicu Vâlcea | 28 - 29 | Corona Brașov | Sala Sporturilor Traian, Râmnicu Vâlcea Asistență: 2.000 Arbitri: Drăgănescu, Eremia |
| 29 august 2015 DigiSport217:45 | Senocico 7         | (14-17) | Zamfir 9      | Sala Sporturilor Traian, Râmnicu Vâlcea Asistență: 2.000 Arbitri: Drăgănescu, Eremia |
| 29 august 2015 DigiSport217:45 | 4× 2×              | Cronica | 5× 2×         | Sala Sporturilor Traian, Râmnicu Vâlcea Asistență: 2.000 Arbitri: Drăgănescu, Eremia |

| 29 august 2015 18:00 | HC Alba Sebeș | 22 - 25 | CSM Unirea Slobozia | Sala Sporturilor Florin Fleșeriu, Sebeș Arbitri: Georgescu, Moldoveanu |
| 29 august 2015 18:00 | Andrei 14     | (13-13) | Enescu 12           | Sala Sporturilor Florin Fleșeriu, Sebeș Arbitri: Georgescu, Moldoveanu |
| 29 august 2015 18:00 | Cronica       |         |                     | Sala Sporturilor Florin Fleșeriu, Sebeș Arbitri: Georgescu, Moldoveanu |

| 30 august 2015 DigiSport212:00 | CS Măgura Cisnădie | 26 - 35 | CSM București | Sala Polivalentă Măgura, Cisnădie Arbitri: Muntean, Turdean |
| 30 august 2015 DigiSport212:00 | Krnić 12           | (13-16) | Gulldén 6     | Sala Polivalentă Măgura, Cisnădie Arbitri: Muntean, Turdean |
| 30 august 2015 DigiSport212:00 | 2× 4×              | Cronica | 3× 3×         | Sala Polivalentă Măgura, Cisnădie Arbitri: Muntean, Turdean |

| 30 august 2015 DigiSport216:30 | HCM Baia Mare | 36 - 26 | „U” Alexandrion Cluj | Sala Sporturilor Lascăr Pană, Baia Mare Arbitri: Pârvu, Stamatoiu |
| 30 august 2015 DigiSport216:30 | Nechita 9     | (19-11) | Biriș 8              | Sala Sporturilor Lascăr Pană, Baia Mare Arbitri: Pârvu, Stamatoiu |
| 30 august 2015 DigiSport216:30 | 3× 4×         | Cronica | 2× 4×                | Sala Sporturilor Lascăr Pană, Baia Mare Arbitri: Pârvu, Stamatoiu |

### Etapa a II-a
| 2 septembrie 2015 15:00 | HCM Roman | 32 - 26 | HCM Râmnicu Vâlcea | Sala Polivalentă, Roman Arbitri: Stark, Ștefan |
| 2 septembrie 2015 15:00 | Glibko 10 | (14-10) | Adespii 7          | Sala Polivalentă, Roman Arbitri: Stark, Ștefan |
| 2 septembrie 2015 15:00 | 5× 3×     | Cronica | 4× 3×              | Sala Polivalentă, Roman Arbitri: Stark, Ștefan |

| 2 septembrie 2015 16:30 | HCM Baia Mare | 39 - 28 | CS Măgura Cisnădie | Sala Sporturilor Lascăr Pană, Baia Mare Arbitri: Fîșcu, Moldoveanu |
| 2 septembrie 2015 16:30 | Nechita 9     | (19-15) | Han 10             | Sala Sporturilor Lascăr Pană, Baia Mare Arbitri: Fîșcu, Moldoveanu |
| 2 septembrie 2015 16:30 | 3×            | Cronica | 4×                 | Sala Sporturilor Lascăr Pană, Baia Mare Arbitri: Fîșcu, Moldoveanu |

| 2 septembrie 2015 17:00 | CSM Unirea Slobozia | 29 - 25 | CS Rapid București | Sala Sporturilor, Slobozia Arbitri: Gal, Savu |
| 2 septembrie 2015 17:00 | Enescu 9            | (12-11) | Popa 8             | Sala Sporturilor, Slobozia Arbitri: Gal, Savu |
| 2 septembrie 2015 17:00 | 4×                  | Cronica | 4×                 | Sala Sporturilor, Slobozia Arbitri: Gal, Savu |

| 2 septembrie 2015 17:00 | „U” Alexandrion Cluj | 28 - 27 | Corona Brașov | Sala Sporturilor Horia Demian, Cluj Arbitri: Florescu, Stoia |
| 2 septembrie 2015 17:00 | Popa 6               | (12-13) | Zamfir 12     | Sala Sporturilor Horia Demian, Cluj Arbitri: Florescu, Stoia |
| 2 septembrie 2015 17:00 | Cronica              |         |               | Sala Sporturilor Horia Demian, Cluj Arbitri: Florescu, Stoia |

| 2 septembrie 2015 17:00 | CSM Ploiești | 26 - 25 | HC Dunărea Brăila | Sala Sporturilor Olimpia, Ploiești Asistență: 800 Arbitri: Blas, Ghiorghișor |
| 2 septembrie 2015 17:00 | Dmitrović 9  | (14-13) | Tiron 6           | Sala Sporturilor Olimpia, Ploiești Asistență: 800 Arbitri: Blas, Ghiorghișor |
| 2 septembrie 2015 17:00 | 5×           | Cronica | 2×                | Sala Sporturilor Olimpia, Ploiești Asistență: 800 Arbitri: Blas, Ghiorghișor |

| 2 septembrie 2015 DigiSport218:00 | SCM Craiova | 33 - 32 | HC Zalău          | Sala Polivalentă, Craiova Arbitri: Dordea, State |
| 2 septembrie 2015 DigiSport218:00 | Georgescu 7 | (16-15) | Constantinescu 11 | Sala Polivalentă, Craiova Arbitri: Dordea, State |
| 2 septembrie 2015 DigiSport218:00 | 5× 1×       | Cronica | 5× 3×             | Sala Polivalentă, Craiova Arbitri: Dordea, State |

| 2 septembrie 2015 DigiSport219:45 | CSM București             | 36 - 25 | HC Alba Sebeș  | Sala Polivalentă, București Arbitri: Brebu, Ciobea |
| 2 septembrie 2015 DigiSport219:45 | Fisker, Gulldén, Martín 6 | (19-13) | Andrei, Rusu 7 | Sala Polivalentă, București Arbitri: Brebu, Ciobea |
| 2 septembrie 2015 DigiSport219:45 | 1× 2×                     | Cronica | 4× 2×          | Sala Polivalentă, București Arbitri: Brebu, Ciobea |

### Etapa a III-a
| 5 septembrie 2015 11:00 | HC Dunărea Brăila | 28 - 25 | CSM Unirea Slobozia | Sala Polivalentă „Danubius”, Brăila Arbitri: Barbu, Manafu |
| 5 septembrie 2015 11:00 | Horjea 8          | (15-11) | Enescu 10           | Sala Polivalentă „Danubius”, Brăila Arbitri: Barbu, Manafu |
| 5 septembrie 2015 11:00 | 3×                | Cronica | 6×                  | Sala Polivalentă „Danubius”, Brăila Arbitri: Barbu, Manafu |

| 5 septembrie 2015 11:00 | HC Zalău          | 30 - 29 | CSM Ploiești | Sala Sporturilor, Zalău Arbitri: Drăgănescu, Eremia |
| 5 septembrie 2015 11:00 | Constantinescu 11 | (18-14) | Tivadar 11   | Sala Sporturilor, Zalău Arbitri: Drăgănescu, Eremia |
| 5 septembrie 2015 11:00 | Cronica           |         |              | Sala Sporturilor, Zalău Arbitri: Drăgănescu, Eremia |

| 5 septembrie 2015 DigiSport113:30 | CS Rapid București | 18 - 36 | CSM București    | Sala Rapid, București Arbitri: Agliceriu, Arbunea |
| 5 septembrie 2015 DigiSport113:30 | Trifan 6           | (11-9)  | Gulldén, Manea 6 | Sala Rapid, București Arbitri: Agliceriu, Arbunea |
| 5 septembrie 2015 DigiSport113:30 | 3×                 | Cronica | 5×               | Sala Rapid, București Arbitri: Agliceriu, Arbunea |

| 5 septembrie 2015 DigiSport115:30 | HCM Râmnicu Vâlcea | 24 - 22 | SCM Craiova          | Sala Sporturilor Traian, Râmnicu Vâlcea Arbitri: Georgescu, Moldoveanu |
| 5 septembrie 2015 DigiSport115:30 | Adespii, Ilina 6   | (13-12) | Băbeanu, Iovănescu 4 | Sala Sporturilor Traian, Râmnicu Vâlcea Arbitri: Georgescu, Moldoveanu |
| 5 septembrie 2015 DigiSport115:30 | 3×                 | Cronica | 5×                   | Sala Sporturilor Traian, Râmnicu Vâlcea Arbitri: Georgescu, Moldoveanu |

| 5 septembrie 2015 18:00 | CS Măgura Cisnădie | 21 - 22 | „U” Alexandrion Cluj | Sala Polivalentă Măgura, Cisnădie Arbitri: Băducu, Voicu |
| 5 septembrie 2015 18:00 | Han 6              | (14-13) | Laslo, Paraschiv 5   | Sala Polivalentă Măgura, Cisnădie Arbitri: Băducu, Voicu |
| 5 septembrie 2015 18:00 | 4×                 | Cronica | 6×                   | Sala Polivalentă Măgura, Cisnădie Arbitri: Băducu, Voicu |

| 5 septembrie 2015 18:00 | HC Alba Sebeș | 18 - 36 | HCM Baia Mare | Sala Sporturilor Florin Fleșeriu, Sebeș Asistență: 500 Arbitri: Gurbina, Stanciu |
| 5 septembrie 2015 18:00 | Andrei 10     | (10-17) | Ježić 8       | Sala Sporturilor Florin Fleșeriu, Sebeș Asistență: 500 Arbitri: Gurbina, Stanciu |
| 5 septembrie 2015 18:00 | 2×            | Cronica | 4×            | Sala Sporturilor Florin Fleșeriu, Sebeș Asistență: 500 Arbitri: Gurbina, Stanciu |

| 6 septembrie 2015 DigiSport217:15 | Corona Brașov | 24 - 23 | HCM Roman  | Sala Sporturilor Dumitru Popescu Colibași, Brașov Arbitri: Năstase, Stancu |
| 6 septembrie 2015 DigiSport217:15 | Zamfir 9      | (12-12) | Tošković 6 | Sala Sporturilor Dumitru Popescu Colibași, Brașov Arbitri: Năstase, Stancu |
| 6 septembrie 2015 DigiSport217:15 | Cronica       |         |            | Sala Sporturilor Dumitru Popescu Colibași, Brașov Arbitri: Năstase, Stancu |

### Etapa a IV-a
| 8 septembrie 2015 16:00 | HCM Baia Mare | 36 - 25 | CS Rapid București | Sala Sporturilor Lascăr Pană, Baia Mare Arbitri: Pavel, Horincar |
| 8 septembrie 2015 16:00 | Abbingh 7     | (16-13) | Popa 7             | Sala Sporturilor Lascăr Pană, Baia Mare Arbitri: Pavel, Horincar |
| 8 septembrie 2015 16:00 | 1×            | Cronica | 5×                 | Sala Sporturilor Lascăr Pană, Baia Mare Arbitri: Pavel, Horincar |

| 12 septembrie 2015 11:00 | CSM Unirea Slobozia | 24 - 26 | HC Zalău         | Sala Sporturilor, Slobozia Arbitri: Năstase, Stancu |
| 12 septembrie 2015 11:00 | Drăguț 7            | (14-15) | Constantinescu 7 | Sala Sporturilor, Slobozia Arbitri: Năstase, Stancu |
| 12 septembrie 2015 11:00 | Cronica             |         |                  | Sala Sporturilor, Slobozia Arbitri: Năstase, Stancu |

| 12 septembrie 2015 DigiSport111:30 | CSM București | 28 - 20 | HC Dunărea Brăila | Sala Polivalentă, București Arbitri: Vlad, Velișca |
| 12 septembrie 2015 DigiSport111:30 | Gulldén 6     | (11-9)  | Horjea 4          | Sala Polivalentă, București Arbitri: Vlad, Velișca |
| 12 septembrie 2015 DigiSport111:30 | Cronica       |         |                   | Sala Polivalentă, București Arbitri: Vlad, Velișca |

| 12 septembrie 2015 16:00 | „U” Alexandrion Cluj | 28 - 30 | HCM Roman   | Sala Sporturilor Horia Demian, Cluj Arbitri: Georgescu, Moldoveanu |
| 12 septembrie 2015 16:00 | Chintoan, Laslo 7    | (14-18) | Tošković 10 | Sala Sporturilor Horia Demian, Cluj Arbitri: Georgescu, Moldoveanu |
| 12 septembrie 2015 16:00 | Cronica              |         |             | Sala Sporturilor Horia Demian, Cluj Arbitri: Georgescu, Moldoveanu |

| 12 septembrie 2015 DigiSport317:30 | SCM Craiova | 27 - 33 | Corona Brașov | Sala Polivalentă, Craiova Arbitri: Băducu, Voicu |
| 12 septembrie 2015 DigiSport317:30 | Živković 9  | (15-20) | Zamfir 11     | Sala Polivalentă, Craiova Arbitri: Băducu, Voicu |
| 12 septembrie 2015 DigiSport317:30 | 5× 4×       | Cronica | 5× 2×         | Sala Polivalentă, Craiova Arbitri: Băducu, Voicu |

| 12 septembrie 2015 18:00 | CS Măgura Cisnădie | 23 - 22 | HC Alba Sebeș | Sala Polivalentă Măgura, Cisnădie Arbitri: Stark, Ștefan |
| 12 septembrie 2015 18:00 | Han, Popescu 7     | (12-10) | Andrei 7      | Sala Polivalentă Măgura, Cisnădie Arbitri: Stark, Ștefan |
| 12 septembrie 2015 18:00 | Cronica            |         |               | Sala Polivalentă Măgura, Cisnădie Arbitri: Stark, Ștefan |

| 14 septembrie 2015 DigiSport220:00 | CSM Ploiești | 32 - 28 | HCM Râmnicu Vâlcea | Sala Sporturilor Olimpia, Ploiești Asistență: 1.000 Arbitri: Din, Dinu |
| 14 septembrie 2015 DigiSport220:00 | Farcău 8     | (17-12) | Simion 6           | Sala Sporturilor Olimpia, Ploiești Asistență: 1.000 Arbitri: Din, Dinu |
| 14 septembrie 2015 DigiSport220:00 | 5× 4× 1×     | Cronica | 4× 3×              | Sala Sporturilor Olimpia, Ploiești Asistență: 1.000 Arbitri: Din, Dinu |

### Etapa a V-a
| 18 septembrie 2015 17:00 | HCM Roman | 26 - 26 | SCM Craiova | Sala Polivalentă, Roman Arbitri: Belean, Călina |
| 18 septembrie 2015 17:00 | Glibko 10 | (10-14) | Živković 8  | Sala Polivalentă, Roman Arbitri: Belean, Călina |
| 18 septembrie 2015 17:00 | Cronica   |         |             | Sala Polivalentă, Roman Arbitri: Belean, Călina |

| 18 septembrie 2015 18:00 | HC Alba Sebeș | 28 - 32 | „U” Alexandrion Cluj | Sala Sporturilor Florin Fleșeriu, Sebeș Arbitri: Băban, Marta |
| 18 septembrie 2015 18:00 | Ciolan 7      | (13-17) | Ivan 7               | Sala Sporturilor Florin Fleșeriu, Sebeș Arbitri: Băban, Marta |
| 18 septembrie 2015 18:00 | Cronica       |         |                      | Sala Sporturilor Florin Fleșeriu, Sebeș Arbitri: Băban, Marta |

| 18 septembrie 2015 DigiSport218:00 | HC Zalău | 23 - 37 | CSM București | Sala Sporturilor, Zalău Arbitri: Nacu, Rucoi |
| 18 septembrie 2015 DigiSport218:00 | Puiu 8   | (11-17) | Jørgensen 6   | Sala Sporturilor, Zalău Arbitri: Nacu, Rucoi |
| 18 septembrie 2015 DigiSport218:00 | Cronica  |         |               | Sala Sporturilor, Zalău Arbitri: Nacu, Rucoi |

| 18 septembrie 2015 DigiSport219:45 | Corona Brașov            | 21 - 29 | CSM Ploiești | Sala Sporturilor Dumitru Popescu Colibași, Brașov Asistență: 1.000 Arbitri: Eremia, Drăgănescu |
| 18 septembrie 2015 DigiSport219:45 | Pricopi, Tîrcă, Zamfir 4 | (10-17) | Dmitrović 9  | Sala Sporturilor Dumitru Popescu Colibași, Brașov Asistență: 1.000 Arbitri: Eremia, Drăgănescu |
| 18 septembrie 2015 DigiSport219:45 | 4× 2×                    | Cronica | 5× 3×        | Sala Sporturilor Dumitru Popescu Colibași, Brașov Asistență: 1.000 Arbitri: Eremia, Drăgănescu |

| 19 septembrie 2015 11:00 | CS Rapid București | 28 - 36 | CS Măgura Cisnădie | Sala Rapid, București Arbitri: Năstase, Stancu |
| 19 septembrie 2015 11:00 | Binescu 8          | (14-15) | Veșca 8            | Sala Rapid, București Arbitri: Năstase, Stancu |
| 19 septembrie 2015 11:00 | 8× 3×              | Cronica | 4× 2×              | Sala Rapid, București Arbitri: Năstase, Stancu |

| 19 septembrie 2015 DigiSport215:00 | HC Dunărea Brăila | 25 - 30 | HCM Baia Mare | Sala Polivalentă „Danubius”, Brăila Arbitri: Florescu, Stoia |
| 19 septembrie 2015 DigiSport215:00 | Udriștoiu 5       | (12-16) | Perianu 6     | Sala Polivalentă „Danubius”, Brăila Arbitri: Florescu, Stoia |
| 19 septembrie 2015 DigiSport215:00 | 1× 2×             | Cronica | 5× 4×         | Sala Polivalentă „Danubius”, Brăila Arbitri: Florescu, Stoia |

| 19 septembrie 2015 17:00 | HCM Râmnicu Vâlcea | 31 - 25   | CSM Unirea Slobozia | Sala Sporturilor Traian, Râmnicu Vâlcea Arbitri: Gorina, Melencu |
| 19 septembrie 2015 17:00 | Simion 7           | (20 - 10) | Enescu 7            | Sala Sporturilor Traian, Râmnicu Vâlcea Arbitri: Gorina, Melencu |
| 19 septembrie 2015 17:00 | 3× 2×              | Cronica   | 5× 2×               | Sala Sporturilor Traian, Râmnicu Vâlcea Arbitri: Gorina, Melencu |

### Etapa a VI-a
| 22 septembrie 2015 DigiSport217:30 | CSM București | 35 - 24 | HCM Râmnicu Vâlcea | Sala Apollo, București Arbitri: Drăghici, Drăguț |
| 22 septembrie 2015 DigiSport217:30 | Curea 7       | (21-11) | Adespii 6          | Sala Apollo, București Arbitri: Drăghici, Drăguț |
| 22 septembrie 2015 DigiSport217:30 | 3×            | Cronica | 2×                 | Sala Apollo, București Arbitri: Drăghici, Drăguț |

| 23 septembrie 2015 16:00 | CSM Ploiești | 31 - 31 | HCM Roman          | Sala Sporturilor Olimpia, Ploiești Asistență: 1.000 Arbitri: Florescu, Stoia |
| 23 septembrie 2015 16:00 | Dmitrović 11 | (12-18) | Tošković, Iuganu 8 | Sala Sporturilor Olimpia, Ploiești Asistență: 1.000 Arbitri: Florescu, Stoia |
| 23 septembrie 2015 16:00 | 3× 3×        | Cronica | 4× 3×              | Sala Sporturilor Olimpia, Ploiești Asistență: 1.000 Arbitri: Florescu, Stoia |

| 23 septembrie 2015 DigiSport316:45 | HCM Baia Mare          | 36 - 26 | HC Zalău     | Sala Sporturilor Lascăr Pană, Baia Mare Arbitri: Gurbina, Stanciu |
| 23 septembrie 2015 DigiSport316:45 | Ardean-Elisei, Ježić 5 | (20-12) | Rob, Tamaș 8 | Sala Sporturilor Lascăr Pană, Baia Mare Arbitri: Gurbina, Stanciu |
| 23 septembrie 2015 DigiSport316:45 | 4×                     | Cronica | 1×           | Sala Sporturilor Lascăr Pană, Baia Mare Arbitri: Gurbina, Stanciu |

| 23 septembrie 2015 17:00 | „U” Alexandrion Cluj | 28 - 38 | SCM Craiova | Sala Sporturilor Horia Demian, Cluj Arbitri: Harabagiu, Stănescu |
| 23 septembrie 2015 17:00 | Popa 11              | (15-17) | Băbeanu 10  | Sala Sporturilor Horia Demian, Cluj Arbitri: Harabagiu, Stănescu |
| 23 septembrie 2015 17:00 | 3×                   | Cronica | 6×          | Sala Sporturilor Horia Demian, Cluj Arbitri: Harabagiu, Stănescu |

| 23 septembrie 2015 17:00 | CSM Unirea Slobozia | 24 - 33 | Corona Brașov | Sala Sporturilor, Slobozia Arbitri: Șerbu, Vasilescu |
| 23 septembrie 2015 17:00 | Simion 8            | (11-12) | Zamfir 15     | Sala Sporturilor, Slobozia Arbitri: Șerbu, Vasilescu |
| 23 septembrie 2015 17:00 | 3×                  | Cronica | 8× 1×         | Sala Sporturilor, Slobozia Arbitri: Șerbu, Vasilescu |

| 23 septembrie 2015 18:00 | CS Măgura Cisnădie | 26 - 31 | HC Dunărea Brăila | Sala Polivalentă Măgura, Cisnădie Arbitri: Iliescu, Manea |
| 23 septembrie 2015 18:00 | Han 6              | (13-16) | Horjea 11         | Sala Polivalentă Măgura, Cisnădie Arbitri: Iliescu, Manea |
| 23 septembrie 2015 18:00 | 1×                 | Cronica | 6×                | Sala Polivalentă Măgura, Cisnădie Arbitri: Iliescu, Manea |

| 23 septembrie 2015 18:00 | HC Alba Sebeș | 25 - 24 | CS Rapid București | Sala Sporturilor Florin Fleșeriu, Sebeș Arbitri: Drăgănescu, Eremia |
| 23 septembrie 2015 18:00 | Andrei 13     | (9-14)  | Trifan 6           | Sala Sporturilor Florin Fleșeriu, Sebeș Arbitri: Drăgănescu, Eremia |
| 23 septembrie 2015 18:00 | 5×            | Cronica | 6×                 | Sala Sporturilor Florin Fleșeriu, Sebeș Arbitri: Drăgănescu, Eremia |

### Etapa a VII-a
| 26 septembrie 2015 11:00 | CS Rapid București | 32 - 28 | „U” Alexandrion Cluj | Sala Rapid, București Arbitri: Fîșcu, Moldoveanu |
| 26 septembrie 2015 11:00 | Niculae 12         | (15-14) | Paraschiv 7          | Sala Rapid, București Arbitri: Fîșcu, Moldoveanu |
| 26 septembrie 2015 11:00 | Cronica            |         |                      | Sala Rapid, București Arbitri: Fîșcu, Moldoveanu |

| 26 septembrie 2015 11:00 | HC Dunărea Brăila | 29 - 25 | HC Alba Sebeș | Sala Polivalentă „Danubius”, Brăila Asistență: 1.000 Arbitri: Pîrvu, Stamatoiu |
| 26 septembrie 2015 11:00 | Moldovan 7        | (13-10) | Andrei 9      | Sala Polivalentă „Danubius”, Brăila Asistență: 1.000 Arbitri: Pîrvu, Stamatoiu |
| 26 septembrie 2015 11:00 | Cronica           |         |               | Sala Polivalentă „Danubius”, Brăila Asistență: 1.000 Arbitri: Pîrvu, Stamatoiu |

| 26 septembrie 2015 11:00 | HC Zalău          | 32 - 25 | CS Măgura Cisnădie | Sala Sporturilor, Zalău Arbitri: Pintea, Sas |
| 26 septembrie 2015 11:00 | Constantinescu 14 | (20-13) | Han 11             | Sala Sporturilor, Zalău Arbitri: Pintea, Sas |
| 26 septembrie 2015 11:00 | Cronica           |         |                    | Sala Sporturilor, Zalău Arbitri: Pintea, Sas |

| 26 septembrie 2015 11:00 | HCM Roman | 32 - 20 | CSM Unirea Slobozia | Sala Polivalentă, Roman Arbitri: Dobre, Potârniche |
| 26 septembrie 2015 11:00 | Glibko 11 | (18-9)  | Ostase 6            | Sala Polivalentă, Roman Arbitri: Dobre, Potârniche |
| 26 septembrie 2015 11:00 | Cronica   |         |                     | Sala Polivalentă, Roman Arbitri: Dobre, Potârniche |

| 26 septembrie 2015 14:00 | SCM Craiova | 27 - 26 | CSM Ploiești | Sala Polivalentă, Craiova Arbitri: Năstase, Stancu |
| 26 septembrie 2015 14:00 | Živković 8  | (13-11) | Dmitrović 6  | Sala Polivalentă, Craiova Arbitri: Năstase, Stancu |
| 26 septembrie 2015 14:00 | 6×          | Cronica | 6×           | Sala Polivalentă, Craiova Arbitri: Năstase, Stancu |

| 27 septembrie 2015 18:00 | HCM Râmnicu Vâlcea | 24 - 33 | HCM Baia Mare   | Sala Sporturilor Traian, Râmnicu Vâlcea Asistență: 400 Arbitri: Muntean, Turdean |
| 27 septembrie 2015 18:00 | Senocico 6         | (10-17) | Ardean-Elisei 7 | Sala Sporturilor Traian, Râmnicu Vâlcea Asistență: 400 Arbitri: Muntean, Turdean |
| 27 septembrie 2015 18:00 | 3×                 | Cronica | 5×              | Sala Sporturilor Traian, Râmnicu Vâlcea Asistență: 400 Arbitri: Muntean, Turdean |

| 28 septembrie 2015 DigiSport218:00 | Corona Brașov | 26 - 28 | CSM București | Sala Sporturilor Dumitru Popescu Colibași, Brașov Arbitri: Mârza, Nedelea |
| 28 septembrie 2015 DigiSport218:00 | Cartaș 10     | (13-14) | Gulldén 9     | Sala Sporturilor Dumitru Popescu Colibași, Brașov Arbitri: Mârza, Nedelea |
| 28 septembrie 2015 DigiSport218:00 | 4× 3×         | Cronica | 3× 4×         | Sala Sporturilor Dumitru Popescu Colibași, Brașov Arbitri: Mârza, Nedelea |

### Etapa a VIII-a
| 14 octombrie 2015 DigiSport218:30 | CSM București | 30 - 19 | HCM Roman | Sala Apollo, București Arbitri: Dănuleț, Iordache |
| 14 octombrie 2015 DigiSport218:30 | Gulldén 9     | (13-11) | Glibko 9  | Sala Apollo, București Arbitri: Dănuleț, Iordache |
| 14 octombrie 2015 DigiSport218:30 | 6×            | Cronica | 5×        | Sala Apollo, București Arbitri: Dănuleț, Iordache |

| 17 octombrie 2015 11:00 | CSM Unirea Slobozia | 28 - 28 | SCM Craiova | Sala Sporturilor, Slobozia Arbitri: Drăgănescu, Eremia |
| 17 octombrie 2015 11:00 | Enescu 13           | (15-14) | Florică 7   | Sala Sporturilor, Slobozia Arbitri: Drăgănescu, Eremia |
| 17 octombrie 2015 11:00 | 2×                  | Cronica | 6×          | Sala Sporturilor, Slobozia Arbitri: Drăgănescu, Eremia |

| 17 octombrie 2015 11:00 | CS Rapid București | 30 - 35 | HC Dunărea Brăila | Sala Rapid, București Arbitri: Gorina, Melencu |
| 17 octombrie 2015 11:00 | Trifan 12          | (20-18) | Horjea 11         | Sala Rapid, București Arbitri: Gorina, Melencu |
| 17 octombrie 2015 11:00 | 5×                 | Cronica | 4×                | Sala Rapid, București Arbitri: Gorina, Melencu |

| 17 octombrie 2015 DigiSport314:45 | „U” Alexandrion Cluj | 24 - 28 | CSM Ploiești | Sala Sporturilor Horia Demian, Cluj Asistență: 1.000 Arbitri: Băducu, Voicu |
| 17 octombrie 2015 DigiSport314:45 | Paraschiv 7          | (16-13) | Dmitrović 10 | Sala Sporturilor Horia Demian, Cluj Asistență: 1.000 Arbitri: Băducu, Voicu |
| 17 octombrie 2015 DigiSport314:45 | 2×                   | Cronica | 2×           | Sala Sporturilor Horia Demian, Cluj Asistență: 1.000 Arbitri: Băducu, Voicu |

| 17 octombrie 2015 18:00 | CS Măgura Cisnădie | 31 - 27 | HCM Râmnicu Vâlcea | Sala Polivalentă Măgura, Cisnădie Arbitri: Mârza, Nedelea |
| 17 octombrie 2015 18:00 | Han 11             | (17-12) | Simion 11          | Sala Polivalentă Măgura, Cisnădie Arbitri: Mârza, Nedelea |
| 17 octombrie 2015 18:00 | 4×                 | Cronica | 4×                 | Sala Polivalentă Măgura, Cisnădie Arbitri: Mârza, Nedelea |

| 17 octombrie 2015 18:00 | HC Alba Sebeș | 24 - 24 | HC Zalău         | Sala Sporturilor Florin Fleșeriu, Sebeș Arbitri: Șerbu, Vasilescu |
| 17 octombrie 2015 18:00 | Ciolan 8      | (15-12) | Constantinescu 9 | Sala Sporturilor Florin Fleșeriu, Sebeș Arbitri: Șerbu, Vasilescu |
| 17 octombrie 2015 18:00 | 6× 1×         | Cronica | 6× 1×            | Sala Sporturilor Florin Fleșeriu, Sebeș Arbitri: Șerbu, Vasilescu |

| 20 octombrie 2015 DigiSport218:00 | HCM Baia Mare | 28 - 23 | Corona Brașov | Sala Sporturilor Lascăr Pană, Baia Mare Arbitri: Florescu, Stoia |
| 20 octombrie 2015 DigiSport218:00 | Nechita 10    | (16-9)  | Zamfir 8      | Sala Sporturilor Lascăr Pană, Baia Mare Arbitri: Florescu, Stoia |
| 20 octombrie 2015 DigiSport218:00 | 1× 2×         | Cronica | 2× 1×         | Sala Sporturilor Lascăr Pană, Baia Mare Arbitri: Florescu, Stoia |

### Etapa a IX-a
| 20 octombrie 2015 DigiSport219:30 | SCM Craiova | 23 - 34 | CSM București | Sala Polivalentă, Craiova Arbitri: Cruceru, Rădulescu |
| 20 octombrie 2015 DigiSport219:30 | Georgescu 5 | (12-17) | Curea 7       | Sala Polivalentă, Craiova Arbitri: Cruceru, Rădulescu |
| 20 octombrie 2015 DigiSport219:30 | 4× 3×       | Cronica | 1× 3× 1×      | Sala Polivalentă, Craiova Arbitri: Cruceru, Rădulescu |

| 24 octombrie 2015 11:00 | HC Dunărea Brăila | 33 - 25 | „U” Alexandrion Cluj | Sala Polivalentă „Danubius”, Brăila Arbitri: Năstase, Stancu |
| 24 octombrie 2015 11:00 | Brot 6            | (16-13) | Chintoan 6           | Sala Polivalentă „Danubius”, Brăila Arbitri: Năstase, Stancu |
| 24 octombrie 2015 11:00 | 4×                | Cronica | 5×                   | Sala Polivalentă „Danubius”, Brăila Arbitri: Năstase, Stancu |

| 24 octombrie 2015 11:00 | HC Zalău | 34 - 29 | CS Rapid București | Sala Sporturilor, Zalău Arbitri: Fînață, Hendrea |
| 24 octombrie 2015 11:00 | Klimek 9 | (17-15) | Doica 7            | Sala Sporturilor, Zalău Arbitri: Fînață, Hendrea |
| 24 octombrie 2015 11:00 | 5× 1×    | Cronica | 9× 1×              | Sala Sporturilor, Zalău Arbitri: Fînață, Hendrea |

| 24 octombrie 2015 11:00 | HCM Râmnicu Vâlcea | 32 - 26 | HC Alba Sebeș | Sala Sporturilor Traian, Râmnicu Vâlcea Arbitri: Belean, Călina |
| 24 octombrie 2015 11:00 | Ilina, Senocico 8  | (18-12) | Andrei 7      | Sala Sporturilor Traian, Râmnicu Vâlcea Arbitri: Belean, Călina |
| 24 octombrie 2015 11:00 | 4×                 | Cronica | 4×            | Sala Sporturilor Traian, Râmnicu Vâlcea Arbitri: Belean, Călina |

| 24 octombrie 2015 18:00 | Corona Brașov | 37 - 34 | CS Măgura Cisnădie | Sala Sporturilor Dumitru Popescu Colibași, Brașov Arbitri: Dobre, Potîrniche |
| 24 octombrie 2015 18:00 | Zamfir 12     | (19-18) | Han, Krnić 7       | Sala Sporturilor Dumitru Popescu Colibași, Brașov Arbitri: Dobre, Potîrniche |
| 24 octombrie 2015 18:00 | 2×            | Cronica | 4× 1×              | Sala Sporturilor Dumitru Popescu Colibași, Brașov Arbitri: Dobre, Potîrniche |

| 26 octombrie 2015 17:30 | HCM Roman          | 26 - 31 | HCM Baia Mare              | Sala Polivalentă, Roman Arbitri: Fîșcu, Moldoveanu |
| 26 octombrie 2015 17:30 | Tošković, Glibko 6 | (9-13)  | Abbingh, Pineau, Tănăsie 5 | Sala Polivalentă, Roman Arbitri: Fîșcu, Moldoveanu |
| 26 octombrie 2015 17:30 | 1×                 | Cronica | 6×                         | Sala Polivalentă, Roman Arbitri: Fîșcu, Moldoveanu |

| 5 noiembrie 2015 DigiSport318:00 | CSM Ploiești | 19 - 24 | CSM Unirea Slobozia | Sala Sporturilor Olimpia, Ploiești Asistență: 800 Arbitri: Barbu, Manafu |
| 5 noiembrie 2015 DigiSport318:00 | Dmitrović 7  | (10-10) | Toma 10             | Sala Sporturilor Olimpia, Ploiești Asistență: 800 Arbitri: Barbu, Manafu |
| 5 noiembrie 2015 DigiSport318:00 | 4×           | Cronica | 6×                  | Sala Sporturilor Olimpia, Ploiești Asistență: 800 Arbitri: Barbu, Manafu |

### Etapa a X-a
| 27 octombrie 2015 DigiSport220:00 | CSM București | 32 - 27 | CSM Ploiești          | Sala Rapid, București Asistență: 800 Arbitri: Basso, Tofan |
| 27 octombrie 2015 DigiSport220:00 | Brădeanu 6    | (15-14) | Burtea Șuțka, Tudor 8 | Sala Rapid, București Asistență: 800 Arbitri: Basso, Tofan |
| 27 octombrie 2015 DigiSport220:00 | 4×            | Cronica | 4× 4×                 | Sala Rapid, București Asistență: 800 Arbitri: Basso, Tofan |

| 31 octombrie 2015 11:00 | CS Rapid București | 32 - 34 | HCM Râmnicu Vâlcea | Sala Rapid, București Arbitri: Badiu, Barbu |
| 31 octombrie 2015 11:00 | Binescu 9          | (14-18) | Ilina, Simion 8    | Sala Rapid, București Arbitri: Badiu, Barbu |
| 31 octombrie 2015 11:00 | 2×                 | Cronica | 1×                 | Sala Rapid, București Arbitri: Badiu, Barbu |

| 31 octombrie 2015 17:00 | „U” Alexandrion Cluj | 26 - 21 | CSM Unirea Slobozia | Sala Sporturilor Horia Demian, Cluj Arbitri: Din, Dinu |
| 31 octombrie 2015 17:00 | Chintoan 10          | (13-10) | Enescu 8            | Sala Sporturilor Horia Demian, Cluj Arbitri: Din, Dinu |
| 31 octombrie 2015 17:00 | 7×                   | Cronica | 7×                  | Sala Sporturilor Horia Demian, Cluj Arbitri: Din, Dinu |

| 31 octombrie 2015 18:00 | CS Măgura Cisnădie | 30 - 33 | HCM Roman | Sala Polivalentă Măgura, Cisnădie Arbitri: Băducu, Voicu |
| 31 octombrie 2015 18:00 | Han 12             | (14-13) | Glibko 10 | Sala Polivalentă Măgura, Cisnădie Arbitri: Băducu, Voicu |
| 31 octombrie 2015 18:00 | 2×                 | Cronica | 6×        | Sala Polivalentă Măgura, Cisnădie Arbitri: Băducu, Voicu |

| 31 octombrie 2015 18:00 | HC Alba Sebeș | 22 - 29 | Corona Brașov | Sala Sporturilor Florin Fleșeriu, Sebeș Arbitri: Dordea, State |
| 31 octombrie 2015 18:00 | Andrei 5      | (10-12) | Zamfir 6      | Sala Sporturilor Florin Fleșeriu, Sebeș Arbitri: Dordea, State |
| 31 octombrie 2015 18:00 | 3×            | Cronica | 5×            | Sala Sporturilor Florin Fleșeriu, Sebeș Arbitri: Dordea, State |

| 1 noiembrie 2015 DigiSport311:30 | HC Dunărea Brăila | 27 - 23 | HC Zalău         | Sala Polivalentă „Danubius”, Brăila Arbitri: Stark, Ștefan |
| 1 noiembrie 2015 DigiSport311:30 | Tiron 7           | (12-11) | Constantinescu 6 | Sala Polivalentă „Danubius”, Brăila Arbitri: Stark, Ștefan |
| 1 noiembrie 2015 DigiSport311:30 | 1× 3×             | Cronica | 4× 4×            | Sala Polivalentă „Danubius”, Brăila Arbitri: Stark, Ștefan |

| 2 noiembrie 2015 DigiSport318:00 | HCM Baia Mare | 31 - 21 | SCM Craiova | Sala Sporturilor Lascăr Pană, Baia Mare Asistență: 700 Arbitri: Muntean, Turdean |
| 2 noiembrie 2015 DigiSport318:00 | Nechita 9     | (17-11) | Ilie 6      | Sala Sporturilor Lascăr Pană, Baia Mare Asistență: 700 Arbitri: Muntean, Turdean |
| 2 noiembrie 2015 DigiSport318:00 | Cronica       |         |             | Sala Sporturilor Lascăr Pană, Baia Mare Asistență: 700 Arbitri: Muntean, Turdean |

### Etapa a XI-a
| 4 noiembrie 2015 DigiSport217:30 | CSM Unirea Slobozia   | 17 - 28 | CSM București | Sala Sporturilor, Slobozia Arbitri: Toma, Popa |
| 4 noiembrie 2015 DigiSport217:30 | Drăguț, Ilie, Pavăl 3 | (12-10) | Rodrigues 5   | Sala Sporturilor, Slobozia Arbitri: Toma, Popa |
| 4 noiembrie 2015 DigiSport217:30 | 3×                    | Cronica |               | Sala Sporturilor, Slobozia Arbitri: Toma, Popa |

| 5 noiembrie 2015 11:00 | HCM Roman          | 25 - 21 | HC Alba Sebeș | Sala Polivalentă, Roman Arbitri: Pârvu, Stamatoiu |
| 5 noiembrie 2015 11:00 | Glibko, Tošković 5 | (12-10) | Rusu 5        | Sala Polivalentă, Roman Arbitri: Pârvu, Stamatoiu |
| 5 noiembrie 2015 11:00 | 5×                 | Cronica | 4×            | Sala Polivalentă, Roman Arbitri: Pârvu, Stamatoiu |

| 5 noiembrie 2015 18:00 | Corona Brașov | 33 - 18 | CS Rapid București | Sala Sporturilor Dumitru Popescu Colibași, Brașov Arbitri: Gurbina, Stanciu |
| 5 noiembrie 2015 18:00 | Zamfir 10     | (16-8)  | Binescu 6          | Sala Sporturilor Dumitru Popescu Colibași, Brașov Arbitri: Gurbina, Stanciu |
| 5 noiembrie 2015 18:00 | 3×            | Cronica | 3×                 | Sala Sporturilor Dumitru Popescu Colibași, Brașov Arbitri: Gurbina, Stanciu |

| 6 noiembrie 2015 DigiSport316:45 | HC Zalău          | 30 - 25 | „U” Alexandrion Cluj | Sala Sporturilor, Zalău Arbitri: Harabagiu, Stănescu |
| 6 noiembrie 2015 DigiSport316:45 | Constantinescu 11 | (16-13) | Laslo 8              | Sala Sporturilor, Zalău Arbitri: Harabagiu, Stănescu |
| 6 noiembrie 2015 DigiSport316:45 | 5×                | Cronica | 5×                   | Sala Sporturilor, Zalău Arbitri: Harabagiu, Stănescu |

| 6 noiembrie 2015 18:00 | SCM Craiova | 25 - 22 | CS Măgura Cisnădie | Sala Polivalentă, Craiova Arbitri: Florescu, Stoia |
| 6 noiembrie 2015 18:00 | Băbeanu 10  | (12-12) | Han, Predoi 5      | Sala Polivalentă, Craiova Arbitri: Florescu, Stoia |
| 6 noiembrie 2015 18:00 | 3×          | Cronica | 3×                 | Sala Polivalentă, Craiova Arbitri: Florescu, Stoia |

| 7 noiembrie 2015 11:00 | HCM Râmnicu Vâlcea  | 27 - 29 | HC Dunărea Brăila | Sala Sporturilor Traian, Râmnicu Vâlcea Arbitri: Năstase, Stancu |
| 7 noiembrie 2015 11:00 | Adespii, Senocico 5 | (15-15) | Czeczi 7          | Sala Sporturilor Traian, Râmnicu Vâlcea Arbitri: Năstase, Stancu |
| 7 noiembrie 2015 11:00 | 2×                  | Cronica | 3×                | Sala Sporturilor Traian, Râmnicu Vâlcea Arbitri: Năstase, Stancu |

| 9 noiembrie 2015 DigiSport217:00 | CSM Ploiești | 23 - 29 | HCM Baia Mare | Sala Sporturilor Olimpia, Ploiești Asistență: 1.000 Arbitri: Iliescu, Manea |
| 9 noiembrie 2015 DigiSport217:00 | Farcău 6     | (12-13) | Pineau 8      | Sala Sporturilor Olimpia, Ploiești Asistență: 1.000 Arbitri: Iliescu, Manea |
| 9 noiembrie 2015 DigiSport217:00 | 2×           | Cronica | 4×            | Sala Sporturilor Olimpia, Ploiești Asistență: 1.000 Arbitri: Iliescu, Manea |

### Etapa a XII-a
| 10 noiembrie 2015 17:00 | CS Rapid București | 23 - 25 | HCM Roman  | Sala Rapid, București Arbitri: Drăghici, Drăguț |
| 10 noiembrie 2015 17:00 | Trifan 6           | (9-15)  | Tošković 8 | Sala Rapid, București Arbitri: Drăghici, Drăguț |
| 10 noiembrie 2015 17:00 | 4×                 | Cronica | 5×         | Sala Rapid, București Arbitri: Drăghici, Drăguț |

| 10 noiembrie 2015 DigiSport317:30 | „U” Alexandrion Cluj | 20 - 27 | CSM București     | Sala Polivalentă, Cluj Arbitri: Gál, Savu |
| 10 noiembrie 2015 DigiSport317:30 | Laslo 5              | (12-14) | Fisker, Gulldén 5 | Sala Polivalentă, Cluj Arbitri: Gál, Savu |
| 10 noiembrie 2015 DigiSport317:30 | 2× 3×                | Cronica | 3× 3×             | Sala Polivalentă, Cluj Arbitri: Gál, Savu |

| 10 noiembrie 2015 DigiSport319:00 | HC Dunărea Brăila | 28 - 26 | Corona Brașov                      | Sala Polivalentă „Danubius”, Brăila Arbitri: Sas, Pintea |
| 10 noiembrie 2015 DigiSport319:00 | Tiron 7           | (14-12) | Briscan, Cartaș, Chiper, Pricopi 4 | Sala Polivalentă „Danubius”, Brăila Arbitri: Sas, Pintea |
| 10 noiembrie 2015 DigiSport319:00 | 5× 3×             | Cronica | 6× 4×                              | Sala Polivalentă „Danubius”, Brăila Arbitri: Sas, Pintea |

| 11 noiembrie 2015 18:00 | HCM Baia Mare   | 32 - 20 | CSM Unirea Slobozia | Sala Sporturilor Lascăr Pană, Baia Mare Arbitri: Agliceriu, Arbunea |
| 11 noiembrie 2015 18:00 | do Nascimento 7 | (14-9)  | Toma 5              | Sala Sporturilor Lascăr Pană, Baia Mare Arbitri: Agliceriu, Arbunea |
| 11 noiembrie 2015 18:00 | 1×              | Cronica |                     | Sala Sporturilor Lascăr Pană, Baia Mare Arbitri: Agliceriu, Arbunea |

| 12 noiembrie 2015 18:00 | HC Alba Sebeș | 25 - 30 | SCM Craiova | Sala Sporturilor Florin Fleșeriu, Sebeș Arbitri: Fânață, Hendrea |
| 12 noiembrie 2015 18:00 | Andrei 13     | (10-8)  | Florică 9   | Sala Sporturilor Florin Fleșeriu, Sebeș Arbitri: Fânață, Hendrea |
| 12 noiembrie 2015 18:00 | 5×            | Cronica | 6×          | Sala Sporturilor Florin Fleșeriu, Sebeș Arbitri: Fânață, Hendrea |

| 14 noiembrie 2015 18:00 | CS Măgura Cisnădie | 34 - 34 | CSM Ploiești            | Sala Polivalentă Măgura, Cisnădie Arbitri: Belean, Călina |
| 14 noiembrie 2015 18:00 | Han 18             | (23-16) | Burtea Șuțka, Tivadar 7 | Sala Polivalentă Măgura, Cisnădie Arbitri: Belean, Călina |
| 14 noiembrie 2015 18:00 | Cronica            |         |                         | Sala Polivalentă Măgura, Cisnădie Arbitri: Belean, Călina |

| 15 noiembrie 2015 DigiSport111:30 | HC Zalău | 23 - 26 | HCM Râmnicu Vâlcea | Sala Sporturilor, Zalău Arbitri: Vlad, Velișca |
| 15 noiembrie 2015 DigiSport111:30 | Trif 9   | (10-12) | Ilina, Senocico 6  | Sala Sporturilor, Zalău Arbitri: Vlad, Velișca |
| 15 noiembrie 2015 DigiSport111:30 | Cronica  |         |                    | Sala Sporturilor, Zalău Arbitri: Vlad, Velișca |

### Etapa a XIII-a
| 15 noiembrie 2015 17:00 | SCM Craiova | 34 - 23 | CS Rapid București | Sala Polivalentă, Craiova Arbitri: Mîrza, Nedelea |
| 15 noiembrie 2015 17:00 | Băbeanu 8   | (17-14) | Trifan 7           | Sala Polivalentă, Craiova Arbitri: Mîrza, Nedelea |
| 15 noiembrie 2015 17:00 | 2×          | Cronica | 5×                 | Sala Polivalentă, Craiova Arbitri: Mîrza, Nedelea |

| 17 noiembrie 2015 DigiSport119:30 | CSM București | 24 - 21 | HCM Baia Mare   | Sala Polivalentă, București Asistență: 2.500 Arbitri: Florescu, Stoia |
| 17 noiembrie 2015 DigiSport119:30 | Jørgensen 7   | (15-12) | Geiger, Ježić 4 | Sala Polivalentă, București Asistență: 2.500 Arbitri: Florescu, Stoia |
| 17 noiembrie 2015 DigiSport119:30 | 5× 3×         | Cronica | 2× 3×           | Sala Polivalentă, București Asistență: 2.500 Arbitri: Florescu, Stoia |

| 18 noiembrie 2015 11:00 | HCM Roman | 21 - 18 | HC Dunărea Brăila | Sala Polivalentă, Roman Arbitri: Stark, Ștefan |
| 18 noiembrie 2015 11:00 | Iuganu 7  | (13-8)  | Brot 5            | Sala Polivalentă, Roman Arbitri: Stark, Ștefan |
| 18 noiembrie 2015 11:00 | 3×        | Cronica | 2×                | Sala Polivalentă, Roman Arbitri: Stark, Ștefan |

| 20 noiembrie 2015 17:00 | CSM Ploiești       | 37 - 25 | HC Alba Sebeș | Sala Sporturilor Olimpia, Ploiești Asistență: 600 Arbitri: Doană, Gociu |
| 20 noiembrie 2015 17:00 | Chiricuță, Tudor 7 | (18-12) | Predoi 6      | Sala Sporturilor Olimpia, Ploiești Asistență: 600 Arbitri: Doană, Gociu |
| 20 noiembrie 2015 17:00 | 3×                 | Cronica | 3×            | Sala Sporturilor Olimpia, Ploiești Asistență: 600 Arbitri: Doană, Gociu |

| 21 noiembrie 2015 11:00 | CSM Unirea Slobozia | 31 - 25 | CS Măgura Cisnădie | Sala Sporturilor, Slobozia Arbitri: Năstase, Stancu |
| 21 noiembrie 2015 11:00 | Ilie 10             | (16-10) | Han 11             | Sala Sporturilor, Slobozia Arbitri: Năstase, Stancu |
| 21 noiembrie 2015 11:00 | 4×                  | Cronica | 3×                 | Sala Sporturilor, Slobozia Arbitri: Năstase, Stancu |

| 21 noiembrie 2015 DigiSport316:30 | Corona Brașov   | 24 - 24 | HC Zalău          | Sala Sporturilor Dumitru Popescu Colibași, Brașov Asistență: 800 Arbitri: Băducu, Voicu |
| 21 noiembrie 2015 DigiSport316:30 | Hotea, Zamfir 7 | (14-14) | Constantinescu 10 | Sala Sporturilor Dumitru Popescu Colibași, Brașov Asistență: 800 Arbitri: Băducu, Voicu |
| 21 noiembrie 2015 DigiSport316:30 | 4×              | Cronica | 3×                | Sala Sporturilor Dumitru Popescu Colibași, Brașov Asistență: 800 Arbitri: Băducu, Voicu |

| 23 noiembrie 2015 DigiSport218:00 | HCM Râmnicu Vâlcea | 26 - 20 | „U” Alexandrion Cluj | Sala Sporturilor Traian, Râmnicu Vâlcea Arbitri: Dordea, State |
| 23 noiembrie 2015 DigiSport218:00 | Ilina 9            | (12-10) | Popa 4               | Sala Sporturilor Traian, Râmnicu Vâlcea Arbitri: Dordea, State |
| 23 noiembrie 2015 DigiSport218:00 | 4×                 | Cronica | 2×                   | Sala Sporturilor Traian, Râmnicu Vâlcea Arbitri: Dordea, State |

### Clasamentul la finalul turului
Valabil la finalul turului, pe 23 noiembrie 2015
| Poz. | Echipa               | J  | V  | E | Î  | GM  | GP  | DG    | P  |
| ---- | -------------------- | -- | -- | - | -- | --- | --- | ----- | -- |
| 1    | CSM București        | 13 | 13 | 0 | 0  | 410 | 289 | + 121 | 39 |
| 2    | HCM Baia Mare        | 13 | 12 | 0 | 1  | 418 | 309 | + 109 | 36 |
| 3    | HC Dunărea Brăila    | 13 | 9  | 0 | 4  | 361 | 341 | + 20  | 27 |
| 4    | HCM Roman            | 13 | 7  | 2 | 4  | 344 | 331 | + 13  | 23 |
| 5    | Corona Brașov        | 13 | 7  | 1 | 5  | 365 | 341 | + 24  | 22 |
| 6    | CSM Ploiești         | 13 | 6  | 2 | 5  | 387 | 359 | + 28  | 20 |
| 7    | SCM Craiova          | 13 | 6  | 2 | 5  | 363 | 365 | - 2   | 20 |
| 8    | HC Zalău             | 13 | 6  | 2 | 5  | 350 | 360 | - 10  | 20 |
| 9    | HCM Râmnicu Vâlcea   | 13 | 6  | 0 | 7  | 357 | 369 | - 12  | 18 |
| 10   | CSM Unirea Slobozia  | 13 | 4  | 1 | 8  | 313 | 355 | - 42  | 13 |
| 11   | „U” Alexandrion Cluj | 13 | 4  | 0 | 9  | 332 | 377 | - 45  | 12 |
| 12   | CS Măgura Cisnădie   | 13 | 3  | 1 | 9  | 361 | 396 | - 35  | 10 |
| 13   | HC Alba Sebeș        | 13 | 1  | 1 | 11 | 308 | 382 | - 74  | 4  |
| 14   | CS Rapid București   | 13 | 1  | 0 | 12 | 336 | 431 | - 95  | 3  |

## Rezultate în retur
Date oficiale publicate de Federația Română de Handbal

### Etapa a XIV-a
| 5 ianuarie 2016 DigiSport318:00 | Corona Brașov | 31 - 26 | HCM Râmnicu Vâlcea | Sala Sporturilor Dumitru Popescu Colibași, Brașov Arbitri: Năstase, Stancu |
| 5 ianuarie 2016 DigiSport318:00 | Chiper 8      | (16-17) | Senocico 7         | Sala Sporturilor Dumitru Popescu Colibași, Brașov Arbitri: Năstase, Stancu |
| 5 ianuarie 2016 DigiSport318:00 | 3× 3×         | Cronica | 4× 2×              | Sala Sporturilor Dumitru Popescu Colibași, Brașov Arbitri: Năstase, Stancu |

| 5 ianuarie 2016 DigiSport219:45 | CSM București       | 31 - 19 | CS Măgura Cisnădie | Sala Apollo, București Arbitri: Constantin, Iacob |
| 5 ianuarie 2016 DigiSport219:45 | Brădeanu, Gulldén 6 | (19-6)  | Han 5              | Sala Apollo, București Arbitri: Constantin, Iacob |
| 5 ianuarie 2016 DigiSport219:45 | 5× 1×               | Cronica | 6× 3×              | Sala Apollo, București Arbitri: Constantin, Iacob |

| 6 ianuarie 2016 11:00 | HCM Roman | 25 - 23 | HC Zalău          | Sala Polivalentă, Roman Arbitri: Drăgănescu, Eremia |
| 6 ianuarie 2016 11:00 | Glibko 14 | (11-10) | Constantinescu 11 | Sala Polivalentă, Roman Arbitri: Drăgănescu, Eremia |
| 6 ianuarie 2016 11:00 | 8× 2×     | Cronica | 7×                | Sala Polivalentă, Roman Arbitri: Drăgănescu, Eremia |

| 6 ianuarie 2016 DigiSport418:00 | „U” Alexandrion Cluj | 19 - 27 | HCM Baia Mare | Sala Polivalentă, Cluj Asistență: 1.800 Arbitri: Belean, Călina |
| 6 ianuarie 2016 DigiSport418:00 | Laslo 4              | (13-8)  | Ježić 7       | Sala Polivalentă, Cluj Asistență: 1.800 Arbitri: Belean, Călina |
| 6 ianuarie 2016 DigiSport418:00 | 2× 2×                | Cronica | 3× 3×         | Sala Polivalentă, Cluj Asistență: 1.800 Arbitri: Belean, Călina |

| 9 ianuarie 2016 11:00 | CSM Unirea Slobozia | 23 - 22 | HC Alba Sebeș      | Sala Sporturilor, Slobozia Arbitri: Stark, Ștefan |
| 9 ianuarie 2016 11:00 | Ilie 10             | (10-11) | Pătuleanu, Safta 5 | Sala Sporturilor, Slobozia Arbitri: Stark, Ștefan |
| 9 ianuarie 2016 11:00 | 2×                  | Cronica | 2×                 | Sala Sporturilor, Slobozia Arbitri: Stark, Ștefan |

| 9 ianuarie 2016 17:00 | CSM Ploiești | 33 - 30 | CS Rapid București | Sala Sporturilor Olimpia, Ploiești Asistență: 800 Arbitri: Barbu, Badiu |
| 9 ianuarie 2016 17:00 | Farcău 11    | (16-18) | Trifan 13          | Sala Sporturilor Olimpia, Ploiești Asistență: 800 Arbitri: Barbu, Badiu |
| 9 ianuarie 2016 17:00 | 6× 1×        | Cronica | 6×                 | Sala Sporturilor Olimpia, Ploiești Asistență: 800 Arbitri: Barbu, Badiu |

| 12 ianuarie 2016 DigiSport218:00 | SCM Craiova | 20 - 19 | HC Dunărea Brăila | Sala Polivalentă, Craiova Asistență: 2.000 Arbitri: Iliescu, Manea |
| 12 ianuarie 2016 DigiSport218:00 | Georgescu 6 | (12-6)  | Horjea 6          | Sala Polivalentă, Craiova Asistență: 2.000 Arbitri: Iliescu, Manea |
| 12 ianuarie 2016 DigiSport218:00 | 5× 1× 1×    | Cronica | 4× 1×             | Sala Polivalentă, Craiova Asistență: 2.000 Arbitri: Iliescu, Manea |

### Etapa a XV-a
| 13 ianuarie 2016 17:30 | HCM Râmnicu Vâlcea      | 24 - 23 | HCM Roman   | Sala Sporturilor Traian, Râmnicu Vâlcea Arbitri: Băducu, Voicu |
| 13 ianuarie 2016 17:30 | Senocico, Stoicănescu 5 | (13-9)  | Tošković 13 | Sala Sporturilor Traian, Râmnicu Vâlcea Arbitri: Băducu, Voicu |
| 13 ianuarie 2016 17:30 | 4×                      | Cronica | 5×          | Sala Sporturilor Traian, Râmnicu Vâlcea Arbitri: Băducu, Voicu |

| 13 ianuarie 2016 DigiSport318:00 | Corona Brașov | 31 - 31 | „U” Alexandrion Cluj | Sala Sporturilor Dumitru Popescu Colibași, Brașov Arbitri: Harabagiu, Stănescu |
| 13 ianuarie 2016 DigiSport318:00 | Chiper 8      | (17-14) | Laslo 13             | Sala Sporturilor Dumitru Popescu Colibași, Brașov Arbitri: Harabagiu, Stănescu |
| 13 ianuarie 2016 DigiSport318:00 | 5× 3×         | Cronica | 4× 3×                | Sala Sporturilor Dumitru Popescu Colibași, Brașov Arbitri: Harabagiu, Stănescu |

| 16 ianuarie 2016 11:00 | CS Rapid București | 30 - 24 | CSM Unirea Slobozia | Sala Rapid, București Arbitri: Gorina, Melencu |
| 16 ianuarie 2016 11:00 | Trifan 11          | (15-12) | Enescu 7            | Sala Rapid, București Arbitri: Gorina, Melencu |
| 16 ianuarie 2016 11:00 | 4×                 | Cronica | 8×                  | Sala Rapid, București Arbitri: Gorina, Melencu |

| 16 ianuarie 2016 DigiSport119:45 | HC Dunărea Brăila | 25 - 25 | CSM Ploiești | Sala Polivalentă „Danubius”, Brăila Arbitri: Florescu, Stoia |
| 16 ianuarie 2016 DigiSport119:45 | Udriștoiu 7       | (14-12) | Farcău 5     | Sala Polivalentă „Danubius”, Brăila Arbitri: Florescu, Stoia |
| 16 ianuarie 2016 DigiSport119:45 | 3× 1×             | Cronica | 5× 4×        | Sala Polivalentă „Danubius”, Brăila Arbitri: Florescu, Stoia |

| 19 ianuarie 2016 16:00 | HC Alba Sebeș | 16 - 32 | CSM București | Sala Sporturilor Florin Fleșeriu, Sebeș Arbitri: Gurbina, Stanciu |
| 19 ianuarie 2016 16:00 | Ciolan 5      | (8-17)  | Vetkova 6     | Sala Sporturilor Florin Fleșeriu, Sebeș Arbitri: Gurbina, Stanciu |
| 19 ianuarie 2016 16:00 | 1×            | Cronica |               | Sala Sporturilor Florin Fleșeriu, Sebeș Arbitri: Gurbina, Stanciu |

| 20 ianuarie 2016 DigiSport217:30 | HC Zalău          | 31 - 30 | SCM Craiova | Sala Sporturilor, Zalău Arbitri: Georgescu, Moldoveanu |
| 20 ianuarie 2016 DigiSport217:30 | Constantinescu 13 | (15-15) | Živković 11 | Sala Sporturilor, Zalău Arbitri: Georgescu, Moldoveanu |
| 20 ianuarie 2016 DigiSport217:30 | 5×                | Cronica | 7×          | Sala Sporturilor, Zalău Arbitri: Georgescu, Moldoveanu |

| 20 ianuarie 2016 19:00 | CS Măgura Cisnădie | 21 - 35 | HCM Baia Mare | Sala Polivalentă Măgura, Cisnădie Asistență: 1.000 Arbitri: Doană, Gociu |
| 20 ianuarie 2016 19:00 | do Nascimento 13   | (11-17) | Han 8         | Sala Polivalentă Măgura, Cisnădie Asistență: 1.000 Arbitri: Doană, Gociu |
| 20 ianuarie 2016 19:00 | 1×                 | Cronica | 2×            | Sala Polivalentă Măgura, Cisnădie Asistență: 1.000 Arbitri: Doană, Gociu |

### Etapa a XVI-a
| 22 ianuarie 2016 DigiSport218:30 | HCM Roman | 24 - 27 | Corona Brașov    | Sala Polivalentă, Roman Arbitri: Georgescu, Moldoveanu |
| 22 ianuarie 2016 DigiSport218:30 | Glibko 7  | (12-14) | Cartaș, Zamfir 6 | Sala Polivalentă, Roman Arbitri: Georgescu, Moldoveanu |
| 22 ianuarie 2016 DigiSport218:30 | 4× 4×     | Cronica | 5× 3×            | Sala Polivalentă, Roman Arbitri: Georgescu, Moldoveanu |

| 22 ianuarie 2016 DigiSport220:00 | CSM București | 34 - 26 | CS Rapid București | Sala Rapid, București Asistență: 350 Arbitri: Gheorghiu, Hagiu |
| 22 ianuarie 2016 DigiSport220:00 | Gulldén 9     | (17-15) | Trifan 7           | Sala Rapid, București Asistență: 350 Arbitri: Gheorghiu, Hagiu |
| 22 ianuarie 2016 DigiSport220:00 | 4× 2×         | Cronica | 2× 3×              | Sala Rapid, București Asistență: 350 Arbitri: Gheorghiu, Hagiu |

| 23 ianuarie 2016 11:00 | HCM Baia Mare | 35 - 27 | HC Alba Sebeș | Sala Sporturilor Lascăr Pană, Baia Mare Arbitri: Muntean, Turdean |
| 23 ianuarie 2016 11:00 | Perianu 7     | (14-9)  | Ciolan 11     | Sala Sporturilor Lascăr Pană, Baia Mare Arbitri: Muntean, Turdean |
| 23 ianuarie 2016 11:00 | 3×            | Cronica | 3×            | Sala Sporturilor Lascăr Pană, Baia Mare Arbitri: Muntean, Turdean |

| 23 ianuarie 2016 11:00 | CSM Unirea Slobozia | 23 - 32 | HC Dunărea Brăila | Sala Sporturilor, Slobozia Arbitri: Vlad, Velișca |
| 23 ianuarie 2016 11:00 | Enescu 10           | (12-16) | Czeczi 7          | Sala Sporturilor, Slobozia Arbitri: Vlad, Velișca |
| 23 ianuarie 2016 11:00 | 3×                  | Cronica | 5×                | Sala Sporturilor, Slobozia Arbitri: Vlad, Velișca |

| 23 ianuarie 2016 16:00 | „U” Alexandrion Cluj | 28 - 26 | CS Măgura Cisnădie | Sala Sporturilor Horia Demian, Cluj Arbitri: Din, Dinu |
| 23 ianuarie 2016 16:00 | Han 9                | (13-8)  | Chintoan, Laslo 6  | Sala Sporturilor Horia Demian, Cluj Arbitri: Din, Dinu |
| 23 ianuarie 2016 16:00 | 7×                   | Cronica | 6×                 | Sala Sporturilor Horia Demian, Cluj Arbitri: Din, Dinu |

| 24 ianuarie 2016 DigiSport111:00 | SCM Craiova | 28 - 24 | HCM Râmnicu Vâlcea | Sala Polivalentă, Craiova Asistență: 1.500 Arbitri: Băban, Marta |
| 24 ianuarie 2016 DigiSport111:00 | Živković 5  | (15-13) | Senocico 10        | Sala Polivalentă, Craiova Asistență: 1.500 Arbitri: Băban, Marta |
| 24 ianuarie 2016 DigiSport111:00 | 5× 3× 1×    | Cronica | 2× 2×              | Sala Polivalentă, Craiova Asistență: 1.500 Arbitri: Băban, Marta |

| 24 ianuarie 2016 DigiSport220:00 | CSM Ploiești | 22 - 20 | HC Zalău          | Sala Sporturilor Olimpia, Ploiești Asistență: 800 Arbitri: Năstase, Stancu |
| 24 ianuarie 2016 DigiSport220:00 | Božović 8    | (14-10) | Constantinescu 10 | Sala Sporturilor Olimpia, Ploiești Asistență: 800 Arbitri: Năstase, Stancu |
| 24 ianuarie 2016 DigiSport220:00 | 5× 2×        | Cronica | 2× 3×             | Sala Sporturilor Olimpia, Ploiești Asistență: 800 Arbitri: Năstase, Stancu |

### Etapa a XVII-a
| 28 ianuarie 2016 DigiSport216:45 | CS Rapid București | 24 - 34 | HCM Baia Mare   | Sala Rapid, București Asistență: 500 Arbitri: Ifrim, Olisei |
| 28 ianuarie 2016 DigiSport216:45 | Dobrin, Moroianu 6 | (12-17) | do Nascimento 7 | Sala Rapid, București Asistență: 500 Arbitri: Ifrim, Olisei |
| 28 ianuarie 2016 DigiSport216:45 | 8×                 | Cronica | 5×              | Sala Rapid, București Asistență: 500 Arbitri: Ifrim, Olisei |

| 28 ianuarie 2016 DigiSport218:15 | HC Dunărea Brăila | 27 - 34 | CSM București      | Sala Polivalentă „Danubius”, Brăila Arbitri: Harabagiu, Stănescu |
| 28 ianuarie 2016 DigiSport218:15 | Apetrei 9         | (13-13) | Gulldén, Vărzaru 6 | Sala Polivalentă „Danubius”, Brăila Arbitri: Harabagiu, Stănescu |
| 28 ianuarie 2016 DigiSport218:15 | 2×                | Cronica | 2×                 | Sala Polivalentă „Danubius”, Brăila Arbitri: Harabagiu, Stănescu |

| 29 ianuarie 2016 DigiSport219:30 | HCM Roman | 29 - 21 | „U” Alexandrion Cluj | Sala Polivalentă, Roman Arbitri: Șerbu, Vasilescu |
| 29 ianuarie 2016 DigiSport219:30 | Glibko 8  | (14-9)  | Laslo 8              | Sala Polivalentă, Roman Arbitri: Șerbu, Vasilescu |
| 29 ianuarie 2016 DigiSport219:30 | 5×        | Cronica | 6×                   | Sala Polivalentă, Roman Arbitri: Șerbu, Vasilescu |

| 30 ianuarie 2016 11:00 | HC Zalău         | 28 - 21 | CSM Unirea Slobozia | Sala Sporturilor, Zalău Arbitri: Dobre, Potîrniche |
| 30 ianuarie 2016 11:00 | Constantinescu 8 | (16-11) | Enescu 13           | Sala Sporturilor, Zalău Arbitri: Dobre, Potîrniche |
| 30 ianuarie 2016 11:00 | 6×               | Cronica | 5×                  | Sala Sporturilor, Zalău Arbitri: Dobre, Potîrniche |

| 30 ianuarie 2016 DigiSport114:00 | HCM Râmnicu Vâlcea             | 21 - 23 | CSM Ploiești | Sala Sporturilor Traian, Râmnicu Vâlcea Arbitri: Dordea, State |
| 30 ianuarie 2016 DigiSport114:00 | Adespii, Senocico, Vădineanu 5 | (11-11) | Farcău       | Sala Sporturilor Traian, Râmnicu Vâlcea Arbitri: Dordea, State |
| 30 ianuarie 2016 DigiSport114:00 | 3×                             | Cronica | 3× 2×        | Sala Sporturilor Traian, Râmnicu Vâlcea Arbitri: Dordea, State |

| 30 ianuarie 2016 18:00 | HC Alba Sebeș | 20 - 31 | CS Măgura Cisnădie | Sala Sporturilor Florin Fleșeriu, Sebeș Arbitri: Iliescu, Manea |
| 30 ianuarie 2016 18:00 | Pătuleanu 7   | (9-15)  | Han 12             | Sala Sporturilor Florin Fleșeriu, Sebeș Arbitri: Iliescu, Manea |
| 30 ianuarie 2016 18:00 | 2×            | Cronica | 4×                 | Sala Sporturilor Florin Fleșeriu, Sebeș Arbitri: Iliescu, Manea |

| 31 ianuarie 2016 DigiSport111:30 | Corona Brașov | 32 - 30 | SCM Craiova | Sala Sporturilor Dumitru Popescu Colibași, Brașov Arbitri: Barbu, Manafu |
| 31 ianuarie 2016 DigiSport111:30 | Zamfir 8      | (17-17) | Živković 12 | Sala Sporturilor Dumitru Popescu Colibași, Brașov Arbitri: Barbu, Manafu |
| 31 ianuarie 2016 DigiSport111:30 | 2× 2×         | Cronica | 4× 3×       | Sala Sporturilor Dumitru Popescu Colibași, Brașov Arbitri: Barbu, Manafu |

### Etapa a XVIII-a
| 1 februarie 2016 DigiSport219:30 | CSM București | 33 - 21 | HC Zalău             | Sala Rapid, București Arbitri: Drăgănescu, Eremia |
| 1 februarie 2016 DigiSport219:30 | Gulldén 6     | (17-10) | Cîrligeanu, Bardac 4 | Sala Rapid, București Arbitri: Drăgănescu, Eremia |
| 1 februarie 2016 DigiSport219:30 | 1× 3×         | Cronica | 4× 3×                | Sala Rapid, București Arbitri: Drăgănescu, Eremia |

| 2 februarie 2016 DigiSport220:00 | HCM Baia Mare | 26 - 22 | HC Dunărea Brăila | Sala Sporturilor Lascăr Pană, Baia Mare Arbitri: Badiu, Barbu |
| 2 februarie 2016 DigiSport220:00 | Pineau 5      | (14-12) | Horjea, Tiron 5   | Sala Sporturilor Lascăr Pană, Baia Mare Arbitri: Badiu, Barbu |
| 2 februarie 2016 DigiSport220:00 | 1× 1×         | Cronica | 2× 2×             | Sala Sporturilor Lascăr Pană, Baia Mare Arbitri: Badiu, Barbu |

| 5 februarie 2016 DigiSport218:00 | CSM Unirea Slobozia | 21 - 23 | HCM Râmnicu Vâlcea | Sala Sporturilor, Slobozia Arbitri: Florescu, Stoia |
| 5 februarie 2016 DigiSport218:00 | Enescu 4            | (10-12) | Simion 8           | Sala Sporturilor, Slobozia Arbitri: Florescu, Stoia |
| 5 februarie 2016 DigiSport218:00 | 3×                  | Cronica | 2×                 | Sala Sporturilor, Slobozia Arbitri: Florescu, Stoia |

| 6 februarie 2016 12:00 | „U” Alexandrion Cluj | 35 - 25 | HC Alba Sebeș       | Sala Sporturilor Horia Demian, Cluj Arbitri: Agliceriu, Arbunea |
| 6 februarie 2016 12:00 | Popa 9               | (16-10) | Ciolan, Pătuleanu 6 | Sala Sporturilor Horia Demian, Cluj Arbitri: Agliceriu, Arbunea |
| 6 februarie 2016 12:00 | 5×                   | Cronica | 3×                  | Sala Sporturilor Horia Demian, Cluj Arbitri: Agliceriu, Arbunea |

| 6 februarie 2016 18:00 | CS Măgura Cisnădie | 29 - 33 | CS Rapid București | Sala Polivalentă Măgura, Cisnădie Arbitri: Georgescu, Moldoveanu |
| 6 februarie 2016 18:00 | Amoagdei 6         | (17-18) | Moroianu 13        | Sala Polivalentă Măgura, Cisnădie Arbitri: Georgescu, Moldoveanu |
| 6 februarie 2016 18:00 | 4× 1×              | Cronica | 2×                 | Sala Polivalentă Măgura, Cisnădie Arbitri: Georgescu, Moldoveanu |

| 7 februarie 2016 DigiSport411:15 | SCM Craiova | 17 - 22 | HCM Roman          | Sala Polivalentă, Craiova Arbitri: Năstase, Stancu |
| 7 februarie 2016 DigiSport411:15 | Živković 9  | (8-13)  | Glibko, Tošković 7 | Sala Polivalentă, Craiova Arbitri: Năstase, Stancu |
| 7 februarie 2016 DigiSport411:15 | 6× 3×       | Cronica | 3× 3×              | Sala Polivalentă, Craiova Arbitri: Năstase, Stancu |

| 7 februarie 2016 DigiSport220:00 | CSM Ploiești | 30 - 34 | Corona Brașov | Sala Sporturilor Olimpia, Ploiești Asistență: 1.200 Arbitri: Băban, Marta |
| 7 februarie 2016 DigiSport220:00 | Farcău 6     | (16-19) | Zamfir 13     | Sala Sporturilor Olimpia, Ploiești Asistență: 1.200 Arbitri: Băban, Marta |
| 7 februarie 2016 DigiSport220:00 | 3× 3×        | Cronica | 4× 3×         | Sala Sporturilor Olimpia, Ploiești Asistență: 1.200 Arbitri: Băban, Marta |

### Etapa a XIX-a
| 9 februarie 2016 DigiSport317:30 | HC Zalău          | 26 - 36 | HCM Baia Mare | Sala Sporturilor, Zalău Asistență: 1.000 Arbitri: Harabagiu, Stănescu |
| 9 februarie 2016 DigiSport317:30 | Bloj, Puiu, Rob 5 | (15-16) | Abbingh 8     | Sala Sporturilor, Zalău Asistență: 1.000 Arbitri: Harabagiu, Stănescu |
| 9 februarie 2016 DigiSport317:30 | 6× 3× 1×          | Cronica | 8× 2× 1×      | Sala Sporturilor, Zalău Asistență: 1.000 Arbitri: Harabagiu, Stănescu |

După terminarea partidei, conducerea HCM Baia Mare a depus plângere la Comisia de Disciplină a FRH acuzând scandări rasiste ale galeriei zălăuane la adresa handbalistelor Allison Pineau și Alexandra do Nascimento. Întrunită pe 15 ianuarie 2016, Comisia de Disciplină a dat dreptate clubului din Baia Mare și a decis amendarea HC Zalău și obligativitatea de a juca fără spectatori următoarele trei jocuri oficiale de pe teren propriu, începând cu data de 16 februarie 2016. Clubul din Zalău a făcut apel, iar Comisia de Apel a FRH, întrunită pe 22 februarie 2016, a anulat hotărârea Comisiei de Disciplină, concluzionând că nu se poate dovedi existența scandărilor rasiste. Această decizie a generat o reacție a președintelui FRH Alexandru Dedu, care a confirmat acuzațiile clubului din Baia Mare și le-a cerut public scuze handbalistelor implicate.
| 10 februarie 2016 DigiSport319:00 | HCM Râmnicu Vâlcea   | 19 - 37 | CSM București | Sala Sporturilor Traian, Râmnicu Vâlcea Arbitri: Muntean, Turdean |
| 10 februarie 2016 DigiSport319:00 | Adespii, Vădineanu 6 | (7-15)  | da Silva 6    | Sala Sporturilor Traian, Râmnicu Vâlcea Arbitri: Muntean, Turdean |
| 10 februarie 2016 DigiSport319:00 | 5×                   | Cronica | 3×            | Sala Sporturilor Traian, Râmnicu Vâlcea Arbitri: Muntean, Turdean |

| 13 februarie 2016 11:00 | HC Dunărea Brăila | 27 - 24 | CS Măgura Cisnădie | Sala Polivalentă „Danubius”, Brăila Arbitri: Gorina, Melencu |
| 13 februarie 2016 11:00 | Apetrei 7         | (15-12) | Popescu 6          | Sala Polivalentă „Danubius”, Brăila Arbitri: Gorina, Melencu |
| 13 februarie 2016 11:00 | 3×                | Cronica | 1×                 | Sala Polivalentă „Danubius”, Brăila Arbitri: Gorina, Melencu |

| 13 februarie 2016 11:00 | HCM Roman           | 31 - 24 | CSM Ploiești | Sala Polivalentă, Roman Arbitri: Iliescu, Manea |
| 13 februarie 2016 11:00 | Glibko, Tošković 11 | (19-13) | Božović 7    | Sala Polivalentă, Roman Arbitri: Iliescu, Manea |
| 13 februarie 2016 11:00 | 4×                  | Cronica | 3×           | Sala Polivalentă, Roman Arbitri: Iliescu, Manea |

| 13 februarie 2016 11:00 | CS Rapid București | 31 - 22 | HC Alba Sebeș              | Sala Rapid, București Arbitri: Gál, Savu |
| 13 februarie 2016 11:00 | Trifan 6           | (13-11) | Ciolan, Pătuleanu, Safta 5 | Sala Rapid, București Arbitri: Gál, Savu |
| 13 februarie 2016 11:00 | 6×                 | Cronica | 5×                         | Sala Rapid, București Arbitri: Gál, Savu |

| 13 februarie 2016 18:00 | SCM Craiova | 30 - 29 | „U” Alexandrion Cluj | Sala Polivalentă, Craiova Arbitri: Florescu, Stoia |
| 13 februarie 2016 18:00 | Băbeanu 8   | (16-13) | Laslo 12             | Sala Polivalentă, Craiova Arbitri: Florescu, Stoia |
| 13 februarie 2016 18:00 | 3×          | Cronica | 4×                   | Sala Polivalentă, Craiova Arbitri: Florescu, Stoia |

| 15 februarie 2016 DigiSport319:45 | Corona Brașov     | 27 - 20 | CSM Unirea Slobozia | Sala Sporturilor Dumitru Popescu Colibași, Brașov Arbitri: Doană, Gociu |
| 15 februarie 2016 DigiSport319:45 | Pricopi, Zamfir 7 | (12-9)  | Drăguț 6            | Sala Sporturilor Dumitru Popescu Colibași, Brașov Arbitri: Doană, Gociu |
| 15 februarie 2016 DigiSport319:45 | 4× 1×             | Cronica | 3×                  | Sala Sporturilor Dumitru Popescu Colibași, Brașov Arbitri: Doană, Gociu |

### Etapa a XX-a
| 16 februarie 2016 DigiSport117:15 | HCM Baia Mare | 29 - 24 | HCM Râmnicu Vâlcea | Sala Sporturilor Lascăr Pană, Baia Mare Arbitri: Agliceriu, Arbunea |
| 16 februarie 2016 DigiSport117:15 | Tătar 5       | (16-6)  | Ilina 5            | Sala Sporturilor Lascăr Pană, Baia Mare Arbitri: Agliceriu, Arbunea |
| 16 februarie 2016 DigiSport117:15 | 3×            | Cronica | 3×                 | Sala Sporturilor Lascăr Pană, Baia Mare Arbitri: Agliceriu, Arbunea |

| 20 februarie 2016 11:00 | CSM Unirea Slobozia | 22 - 23 | HCM Roman | Sala Sporturilor, Slobozia Arbitri: Băban, Marta |
| 20 februarie 2016 11:00 | Enescu 10           | (10-15) | Glibko 7  | Sala Sporturilor, Slobozia Arbitri: Băban, Marta |
| 20 februarie 2016 11:00 | 3×                  | Cronica | 1×        | Sala Sporturilor, Slobozia Arbitri: Băban, Marta |

| 20 februarie 2016 DigiSport112:00 | CSM Ploiești           | 29 - 25 | SCM Craiova | Sala Sporturilor Olimpia, Ploiești Asistență: 800 Arbitri: Gurbina, Stanciu |
| 20 februarie 2016 DigiSport112:00 | Burtea Șuțka, Farcău 6 | (14-11) | Živković 6  | Sala Sporturilor Olimpia, Ploiești Asistență: 800 Arbitri: Gurbina, Stanciu |
| 20 februarie 2016 DigiSport112:00 | 5×                     | Cronica | 2×          | Sala Sporturilor Olimpia, Ploiești Asistență: 800 Arbitri: Gurbina, Stanciu |

| 20 februarie 2016 16:00 | „U” Alexandrion Cluj | 24 - 23 | CS Rapid București | Sala Sporturilor Horia Demian, Cluj Arbitri: Stark, Ștefan |
| 20 februarie 2016 16:00 | Chintoan 6           | (9-13)  | Trifan 8           | Sala Sporturilor Horia Demian, Cluj Arbitri: Stark, Ștefan |
| 20 februarie 2016 16:00 | 7×                   | Cronica | 3×                 | Sala Sporturilor Horia Demian, Cluj Arbitri: Stark, Ștefan |

| 20 februarie 2016 18:00 | HC Alba Sebeș | 17 - 26 | HC Dunărea Brăila   | Sala Sporturilor Florin Fleșeriu, Sebeș Arbitri: Drăghici, Drăguț |
| 20 februarie 2016 18:00 | Ciolan 8      | (6-15)  | Tiron, Zamfirescu 5 | Sala Sporturilor Florin Fleșeriu, Sebeș Arbitri: Drăghici, Drăguț |
| 20 februarie 2016 18:00 | 3×            | Cronica | 3×                  | Sala Sporturilor Florin Fleșeriu, Sebeș Arbitri: Drăghici, Drăguț |

| 21 februarie 2016 17:00 | CS Măgura Cisnădie | 24 - 30 | HC Zalău | Sala Polivalentă Măgura, Cisnădie Arbitri: Stark, Ștefan |
| 21 februarie 2016 17:00 | Han 11             | (12-14) | Klimek 6 | Sala Polivalentă Măgura, Cisnădie Arbitri: Stark, Ștefan |
| 21 februarie 2016 17:00 | 2×                 | Cronica | 6×       | Sala Polivalentă Măgura, Cisnădie Arbitri: Stark, Ștefan |

| 24 februarie 2016 DigiSport319:45 | CSM București | 28 - 23 | Corona Brașov | Sala Polivalentă, București Arbitri: Florescu, Stoia |
| 24 februarie 2016 DigiSport319:45 | Gulldén 6     | (15-11) | Cartaș 8      | Sala Polivalentă, București Arbitri: Florescu, Stoia |
| 24 februarie 2016 DigiSport319:45 | 3× 2×         | Cronica | 2× 3×         | Sala Polivalentă, București Arbitri: Florescu, Stoia |

### Etapa a XXI-a
| 26 februarie 2016 17:00 | CSM Ploiești | 35 - 21 | „U” Alexandrion Cluj | Sala Sporturilor Olimpia, Ploiești Asistență: 800 Arbitri: Dobre, Potîrniche |
| 26 februarie 2016 17:00 | Dmitrović 9  | (19-10) | Laslo 4              | Sala Sporturilor Olimpia, Ploiești Asistență: 800 Arbitri: Dobre, Potîrniche |
| 26 februarie 2016 17:00 | 4×           | Cronica | 4×                   | Sala Sporturilor Olimpia, Ploiești Asistență: 800 Arbitri: Dobre, Potîrniche |

| 27 februarie 2016 11:00 | HCM Râmnicu Vâlcea | 37 - 23 | CS Măgura Cisnădie | Sala Sporturilor Traian, Râmnicu Vâlcea Arbitri: Năstase, Stancu |
| 27 februarie 2016 11:00 | Senocico 13        | (24-12) | Han 8              | Sala Sporturilor Traian, Râmnicu Vâlcea Arbitri: Năstase, Stancu |
| 27 februarie 2016 11:00 | 3×                 | Cronica | 5×                 | Sala Sporturilor Traian, Râmnicu Vâlcea Arbitri: Năstase, Stancu |

| 27 februarie 2016 11:00 | HC Dunărea Brăila | 31 - 22 | CS Rapid București | Sala Polivalentă „Danubius”, Brăila Asistență: 1.300 Arbitri: Sîrbu, Suponicov |
| 27 februarie 2016 11:00 | Horjea 6          | (16-11) | Trifan 10          | Sala Polivalentă „Danubius”, Brăila Asistență: 1.300 Arbitri: Sîrbu, Suponicov |
| 27 februarie 2016 11:00 | 5×                | Cronica | 6×                 | Sala Polivalentă „Danubius”, Brăila Asistență: 1.300 Arbitri: Sîrbu, Suponicov |

| 27 februarie 2016 11:30 | HC Zalău          | 26 - 21 | HC Alba Sebeș | Sala Sporturilor, Zalău Arbitri: Basso, Tofan |
| 27 februarie 2016 11:30 | Constantinescu 11 | (14-14) | Ciolan 6      | Sala Sporturilor, Zalău Arbitri: Basso, Tofan |
| 27 februarie 2016 11:30 | 3×                | Cronica | 6×            | Sala Sporturilor, Zalău Arbitri: Basso, Tofan |

| 27 februarie 2016 17:00 | SCM Craiova         | 30 - 26 | CSM Unirea Slobozia | Sala Polivalentă, Craiova Arbitri: Muntean, Turdean |
| 27 februarie 2016 17:00 | Băbeanu, Živković 6 | (14-11) | Enescu 10           | Sala Polivalentă, Craiova Arbitri: Muntean, Turdean |
| 27 februarie 2016 17:00 | 5×                  | Cronica | 9× 1×               | Sala Polivalentă, Craiova Arbitri: Muntean, Turdean |

| 2 martie 2016 DigiSport218:00 | HCM Roman | 21 - 22 | CSM București | Sala Polivalentă, Roman Arbitri: Gorina, Melencu |
| 2 martie 2016 DigiSport218:00 | Glibko 6  | (9-13)  | Rodrigues 5   | Sala Polivalentă, Roman Arbitri: Gorina, Melencu |
| 2 martie 2016 DigiSport218:00 | 2× 4×     | Cronica | 3× 4×         | Sala Polivalentă, Roman Arbitri: Gorina, Melencu |

| 2 martie 2016 DigiSport219:45 | Corona Brașov | 32 - 26 | HCM Baia Mare   | Sala Sporturilor Dumitru Popescu Colibași, Brașov Arbitri: Năstase, Stancu |
| 2 martie 2016 DigiSport219:45 | Zamfir 10     | (18-14) | do Nascimento 7 | Sala Sporturilor Dumitru Popescu Colibași, Brașov Arbitri: Năstase, Stancu |
| 2 martie 2016 DigiSport219:45 | 3× 4×         | Cronica | 2× 3×           | Sala Sporturilor Dumitru Popescu Colibași, Brașov Arbitri: Năstase, Stancu |

### Etapa a XXII-a
| 24 martie 2016 DigiSport318:00 | HCM Baia Mare | 27 - 22 | HCM Roman        | Sala Sporturilor Lascăr Pană, Baia Mare Arbitri: Iliescu, Manea |
| 24 martie 2016 DigiSport318:00 | Elisei 8      | (15-10) | Glibko, Iuganu 7 | Sala Sporturilor Lascăr Pană, Baia Mare Arbitri: Iliescu, Manea |
| 24 martie 2016 DigiSport318:00 | 1× 3×         | Cronica | 2× 3×            | Sala Sporturilor Lascăr Pană, Baia Mare Arbitri: Iliescu, Manea |

| 25 martie 2016 DigiSport120:00 | CSM București | 31 - 24 | SCM Craiova | Sala Polivalentă, București Arbitri: Cruceru, Rădulescu |
| 25 martie 2016 DigiSport120:00 | Brădeanu 7    | (14-11) | Živković 8  | Sala Polivalentă, București Arbitri: Cruceru, Rădulescu |
| 25 martie 2016 DigiSport120:00 | 2× 2×         | Cronica | 5× 2×       | Sala Polivalentă, București Arbitri: Cruceru, Rădulescu |

| 26 martie 2016 11:00 | CS Rapid București | 28 - 21 | HC Zalău      | Sala Rapid, București Arbitri: Năstase, Stancu |
| 26 martie 2016 11:00 | Moroianu 8         | (13-11) | Tămaș, Trif 6 | Sala Rapid, București Arbitri: Năstase, Stancu |
| 26 martie 2016 11:00 | 6×                 | Cronica | 4×            | Sala Rapid, București Arbitri: Năstase, Stancu |

| 26 martie 2016 11:00 | CSM Unirea Slobozia | 27 - 27 | CSM Ploiești | Sala Sporturilor, Slobozia Asistență: 400 Arbitri: Vlad, Velișca |
| 26 martie 2016 11:00 | Enescu 7            | (15-15) | Dmitrović 9  | Sala Sporturilor, Slobozia Asistență: 400 Arbitri: Vlad, Velișca |
| 26 martie 2016 11:00 | 2×                  | Cronica | 3×           | Sala Sporturilor, Slobozia Asistență: 400 Arbitri: Vlad, Velișca |

| 26 martie 2016 18:00 | HC Alba Sebeș | 23 - 35 | HCM Râmnicu Vâlcea | Sala Sporturilor Florin Fleșeriu, Sebeș Arbitri: Drăgănescu, Eremia |
| 26 martie 2016 18:00 | Pătuleanu 5   | (9-20)  | Senocico 7         | Sala Sporturilor Florin Fleșeriu, Sebeș Arbitri: Drăgănescu, Eremia |
| 26 martie 2016 18:00 | 3×            | Cronica | 3×                 | Sala Sporturilor Florin Fleșeriu, Sebeș Arbitri: Drăgănescu, Eremia |

| 26 martie 2016 19:30 | CS Măgura Cisnădie | 26 - 28    | Corona Brașov | Sala Polivalentă Măgura, Cisnădie Arbitri: Barbu, Badiu |
| 26 martie 2016 19:30 | Han 16             | (17-19)    | Zamfir 9      | Sala Polivalentă Măgura, Cisnădie Arbitri: Barbu, Badiu |
| 26 martie 2016 19:30 | 3×                 | [ Cronica] | 5×            | Sala Polivalentă Măgura, Cisnădie Arbitri: Barbu, Badiu |

| 27 martie 2016 DigiSport113:45 | „U” Alexandrion Cluj | 26 - 31 | HC Dunărea Brăila | Sala Polivalentă, Cluj Arbitri: Florescu, Stoia |
| 27 martie 2016 DigiSport113:45 | Laslo 8              | (9-15)  | Czeczi 8          | Sala Polivalentă, Cluj Arbitri: Florescu, Stoia |
| 27 martie 2016 DigiSport113:45 | 1× 3×                | Cronica | 4× 3×             | Sala Polivalentă, Cluj Arbitri: Florescu, Stoia |

### Etapa a XXIII-a
| 28 martie 2016 DigiSport216:30 | SCM Craiova | 21 - 31 | HCM Baia Mare | Sala Polivalentă, Craiova Arbitri: Doană, Gociu |
| 28 martie 2016 DigiSport216:30 | Živković 7  | (8-13)  | Abbingh 8     | Sala Polivalentă, Craiova Arbitri: Doană, Gociu |
| 28 martie 2016 DigiSport216:30 | 2×          | Cronica | 1×            | Sala Polivalentă, Craiova Arbitri: Doană, Gociu |

| 29 martie 2016 18:00 | Corona Brașov | 33 - 25 | HC Alba Sebeș | Sala Sporturilor Dumitru Popescu Colibași, Brașov Arbitri: Nacu, Rucoi |
| 29 martie 2016 18:00 | Zamfir 8      | (17-12) | Ciolan 8      | Sala Sporturilor Dumitru Popescu Colibași, Brașov Arbitri: Nacu, Rucoi |
| 29 martie 2016 18:00 | Cronica       |         |               | Sala Sporturilor Dumitru Popescu Colibași, Brașov Arbitri: Nacu, Rucoi |

| 1 aprilie 2016 DigiSport317:30 | HC Zalău | 19 - 22 | HC Dunărea Brăila | Sala Sporturilor, Zalău Arbitri: Stark, Ștefan |
| 1 aprilie 2016 DigiSport317:30 | Bloj 10  | (9-9)   | Horjea 7          | Sala Sporturilor, Zalău Arbitri: Stark, Ștefan |
| 1 aprilie 2016 DigiSport317:30 | 2×       | Cronica | 2×                | Sala Sporturilor, Zalău Arbitri: Stark, Ștefan |

| 2 aprilie 2016 11:00 | CSM Unirea Slobozia | 23 - 25 | „U” Alexandrion Cluj | Sala Sporturilor, Slobozia Arbitri: Georgescu, Moldoveanu |
| 2 aprilie 2016 11:00 | Enescu 11           | (17-12) | Laslo 7              | Sala Sporturilor, Slobozia Arbitri: Georgescu, Moldoveanu |
| 2 aprilie 2016 11:00 | Cronica             |         |                      | Sala Sporturilor, Slobozia Arbitri: Georgescu, Moldoveanu |

| 2 aprilie 2016 11:00 | HCM Roman | 30 - 19 | CS Măgura Cisnădie | Sala Polivalentă, Roman Arbitri: Șerbu, Vasilescu |
| 2 aprilie 2016 11:00 | Glibko 7  | (15-7)  | Han, Preda 6       | Sala Polivalentă, Roman Arbitri: Șerbu, Vasilescu |
| 2 aprilie 2016 11:00 | 4×        | Cronica | 1×                 | Sala Polivalentă, Roman Arbitri: Șerbu, Vasilescu |

| 2 aprilie 2016 17:00 | HCM Râmnicu Vâlcea | 29 - 29 | CS Rapid București | Sala Sporturilor Traian, Râmnicu Vâlcea Arbitri: Din, Dinu |
| 2 aprilie 2016 17:00 | Senocico 13        | (13-12) | Moroianu 6         | Sala Sporturilor Traian, Râmnicu Vâlcea Arbitri: Din, Dinu |
| 2 aprilie 2016 17:00 | 3×                 | Cronica | 6× 1×              | Sala Sporturilor Traian, Râmnicu Vâlcea Arbitri: Din, Dinu |

| DigiSport34 aprilie 2016 18:00 | CSM Ploiești | 28 - 34 | CSM București | Sala Sporturilor Olimpia, Ploiești Asistență: 1.000 Arbitri: Mârza, Nedelea |
| DigiSport34 aprilie 2016 18:00 | Gulldén 10   | (16-15) | Dmitrović 11  | Sala Sporturilor Olimpia, Ploiești Asistență: 1.000 Arbitri: Mârza, Nedelea |
| DigiSport34 aprilie 2016 18:00 | 4× 2×        | Cronica | 2× 3×         | Sala Sporturilor Olimpia, Ploiești Asistență: 1.000 Arbitri: Mârza, Nedelea |

### Etapa a XXIV-a
| 6 aprilie 2016 18:00 | HCM Baia Mare            | 36 - 31 | CSM Ploiești | Sala Sporturilor Lascăr Pană, Baia Mare Asistență: 600 Arbitri: Gál, Savu |
| 6 aprilie 2016 18:00 | Abbingh, do Nascimento 9 | (19-16) | Tivadar 9    | Sala Sporturilor Lascăr Pană, Baia Mare Asistență: 600 Arbitri: Gál, Savu |
| 6 aprilie 2016 18:00 | 2×                       | Cronica | 4×           | Sala Sporturilor Lascăr Pană, Baia Mare Asistență: 600 Arbitri: Gál, Savu |

| 9 aprilie 2016 18:00 | HC Alba Sebeș | 24 - 31 | HCM Roman | Sala Sporturilor Florin Fleșeriu, Sebeș Arbitri: Băban, Marta |
| 9 aprilie 2016 18:00 | Ciolan 9      | (8-18)  | Glibko 6  | Sala Sporturilor Florin Fleșeriu, Sebeș Arbitri: Băban, Marta |
| 9 aprilie 2016 18:00 | 1×            | Cronica | 5×        | Sala Sporturilor Florin Fleșeriu, Sebeș Arbitri: Băban, Marta |

| 9 aprilie 2016 18:00 | CS Măgura Cisnădie | 24 - 26 | SCM Craiova | Sala Polivalentă Măgura, Cisnădie Arbitri: Iliescu, Manea |
| 9 aprilie 2016 18:00 | Popescu 5          | (11-13) | Živković 8  | Sala Polivalentă Măgura, Cisnădie Arbitri: Iliescu, Manea |
| 9 aprilie 2016 18:00 | 2×                 | Cronica | 6×          | Sala Polivalentă Măgura, Cisnădie Arbitri: Iliescu, Manea |

| 11 aprilie 2016 DigiSport317:30 | HC Dunărea Brăila | 20 - 27 | HCM Râmnicu Vâlcea | Sala Polivalentă „Danubius”, Brăila Arbitri: Dobre, Potîrniche |
| 11 aprilie 2016 DigiSport317:30 | Udriștoiu 8       | (8-16)  | Ilina 6            | Sala Polivalentă „Danubius”, Brăila Arbitri: Dobre, Potîrniche |
| 11 aprilie 2016 DigiSport317:30 | 3× 4×             | Cronica | 3×                 | Sala Polivalentă „Danubius”, Brăila Arbitri: Dobre, Potîrniche |

| 11 aprilie 2016 18:00 | „U” Alexandrion Cluj | 27 - 35 | HC Zalău | Sala Sporturilor Horia Demian, Cluj Arbitri: Blas, Ghiorghișor |
| 11 aprilie 2016 18:00 | Chintoan 8           | (9-21)  | Trif 9   | Sala Sporturilor Horia Demian, Cluj Arbitri: Blas, Ghiorghișor |
| 11 aprilie 2016 18:00 | 3×                   | Cronica | 5×       | Sala Sporturilor Horia Demian, Cluj Arbitri: Blas, Ghiorghișor |

| 12 aprilie 2016 17:00 | CS Rapid București | 23 - 29 | Corona Brașov    | Sala Rapid, București Arbitri: Florescu, Stoia |
| 12 aprilie 2016 17:00 | Cruceanu 6         | (11-13) | Bondar, Cartaș 5 | Sala Rapid, București Arbitri: Florescu, Stoia |
| 12 aprilie 2016 17:00 | 5×                 | Cronica | 3×               | Sala Rapid, București Arbitri: Florescu, Stoia |

| 14 aprilie 2016 18:00 | CSM București              | 29 - 21 | CSM Unirea Slobozia | Sala Polivalentă, București Arbitri: Fîșcu, Moldoveanu |
| 14 aprilie 2016 18:00 | Martín, Vărzaru, Vetkova 5 | (11-7)  | Enescu 10           | Sala Polivalentă, București Arbitri: Fîșcu, Moldoveanu |
| 14 aprilie 2016 18:00 | 1×                         | Cronica | 1× 1×               | Sala Polivalentă, București Arbitri: Fîșcu, Moldoveanu |

### Etapa a XXV-a
| 16 aprilie 2016 11:00 | HCM Râmnicu Vâlcea  | 25 - 23 | HC Zalău | Sala Sporturilor Traian, Râmnicu Vâlcea Arbitri: Șerbu, Vasilescu |
| 16 aprilie 2016 11:00 | Adespii, Senocico 6 | (13-10) | Bloj 7   | Sala Sporturilor Traian, Râmnicu Vâlcea Arbitri: Șerbu, Vasilescu |
| 16 aprilie 2016 11:00 | 5×                  | Cronica | 4×       | Sala Sporturilor Traian, Râmnicu Vâlcea Arbitri: Șerbu, Vasilescu |

| 16 aprilie 2016 DigiSport115:30 | Corona Brașov | 21 - 22 | HC Dunărea Brăila | Sala Sporturilor Dumitru Popescu Colibași, Brașov Arbitri: Băducu, Voicu |
| 16 aprilie 2016 DigiSport115:30 | Cartaș 4      | (13-13) | Tiron 7           | Sala Sporturilor Dumitru Popescu Colibași, Brașov Arbitri: Băducu, Voicu |
| 16 aprilie 2016 DigiSport115:30 | 2× 3×         | Cronica | 5× 2×             | Sala Sporturilor Dumitru Popescu Colibași, Brașov Arbitri: Băducu, Voicu |

| 16 aprilie 2016 17:00 | CSM Unirea Slobozia | 23 - 27 | HCM Baia Mare | Sala Sporturilor, Slobozia Asistență: 150 Arbitri: Pârvu, Stamatoiu |
| 16 aprilie 2016 17:00 | Enescu 8            | (10-11) | Abbingh 8     | Sala Sporturilor, Slobozia Asistență: 150 Arbitri: Pârvu, Stamatoiu |
| 16 aprilie 2016 17:00 | 2×                  | Cronica | 1×            | Sala Sporturilor, Slobozia Asistență: 150 Arbitri: Pârvu, Stamatoiu |

| 16 aprilie 2016 17:00 | CSM Ploiești | 34 - 29 | CS Măgura Cisnădie | Sala Sporturilor Olimpia, Ploiești Asistență: 400 Arbitri: Fânață, Hendrea |
| 16 aprilie 2016 17:00 | Dmitrović 17 | (18-15) | Han 7              | Sala Sporturilor Olimpia, Ploiești Asistență: 400 Arbitri: Fânață, Hendrea |
| 16 aprilie 2016 17:00 | 6× 1×        | Cronica | 4×                 | Sala Sporturilor Olimpia, Ploiești Asistență: 400 Arbitri: Fânață, Hendrea |

| 16 aprilie 2016 17:00 | SCM Craiova | 29 - 25 | HC Alba Sebeș | Sala Polivalentă, Craiova Arbitri: Constantin, Iacob |
| 16 aprilie 2016 17:00 | Živković 6  | (19-12) | Ciolan 9      | Sala Polivalentă, Craiova Arbitri: Constantin, Iacob |
| 16 aprilie 2016 17:00 | Cronica     |         |               | Sala Polivalentă, Craiova Arbitri: Constantin, Iacob |

| 16 aprilie 2016 17:00 | HCM Roman        | 31 - 15 | CS Rapid București | Sala Polivalentă, Roman Arbitri: Badiu, Barbu |
| 16 aprilie 2016 17:00 | Glibko, Iuganu 8 | (15-7)  | Doica, Trifan 3    | Sala Polivalentă, Roman Arbitri: Badiu, Barbu |
| 16 aprilie 2016 17:00 | 5× 1×            | Cronica | 3×                 | Sala Polivalentă, Roman Arbitri: Badiu, Barbu |

CSM București a învins pe „U” Alexandrion Cluj și a câștigat pentru a doua oară consecutiv campionatul național, indiferent de rezultatul din meciul disputat în etapa următoare, a XXVI-a, contra HCM Baia Mare. A fost al doilea trofeu de acest fel din istoria clubului bucureștean. Tot în urma acestei partide, HCM Baia Mare a câștigat indirect medalia de argint, nemaiputând fi ajunsă în ultima etapă de echipa clasată pe locul al treilea.
| 19 aprilie 2016 DigiSport320:15 | CSM București   | 33 - 19 | „U” Alexandrion Cluj | Sala Polivalentă, București Asistență: 1.500 Arbitri: Drăghici, Drăguț |
| 19 aprilie 2016 DigiSport320:15 | Curea, Martín 6 | (16-8)  | Popa 6               | Sala Polivalentă, București Asistență: 1.500 Arbitri: Drăghici, Drăguț |
| 19 aprilie 2016 DigiSport320:15 | 1×              | Cronica | 4×                   | Sala Polivalentă, București Asistență: 1.500 Arbitri: Drăghici, Drăguț |

### Etapa a XXVI-a
| 22 aprilie 2016 DigiSport118:00 | HCM Baia Mare    | 30 - 28 | CSM București | Sala Sporturilor Lascăr Pană, Baia Mare Arbitri: Florescu, Stoia |
| 22 aprilie 2016 DigiSport118:00 | do Nascimento 11 | (14-11) | Fisker 7      | Sala Sporturilor Lascăr Pană, Baia Mare Arbitri: Florescu, Stoia |
| 22 aprilie 2016 DigiSport118:00 | 1× 2×            | Cronica | 4× 4×         | Sala Sporturilor Lascăr Pană, Baia Mare Arbitri: Florescu, Stoia |

| 22 aprilie 2016 19:00 | „U” Alexandrion Cluj | 20 - 39 | HCM Râmnicu Vâlcea | Sala Sporturilor Horia Demian, Cluj Arbitri: Doană, Gociu |
| 22 aprilie 2016 19:00 | Tetean 5             | (11-21) | Simion, Senocico 9 | Sala Sporturilor Horia Demian, Cluj Arbitri: Doană, Gociu |
| 22 aprilie 2016 19:00 | 5×                   | Cronica | 2×                 | Sala Sporturilor Horia Demian, Cluj Arbitri: Doană, Gociu |

| 23 aprilie 2016 15:00 | CS Rapid București | 29 - 32 | SCM Craiova | Sala Rapid, București Arbitri: Năstase, Stancu |
| 23 aprilie 2016 15:00 | Trifan 12          | (13-17) | Živković 8  | Sala Rapid, București Arbitri: Năstase, Stancu |
| 23 aprilie 2016 15:00 | 6×                 | Cronica | 4×          | Sala Rapid, București Arbitri: Năstase, Stancu |

În minutul 25 al partidei de la Cisnădie, la scorul 32-25, din cauza ploii de afară apa început să pătrundă prin tavanul sălii, udând suprafața de joc. Meciul a fost întrerupt circa 25 de minute, până când pompierii au reușit să remedieze temporar problema, instalând o folie de protecție.
| 23 aprilie 2016 15:00 | CS Măgura Cisnădie | 35 - 28 | CSM Unirea Slobozia | Sala Polivalentă Măgura, Cisnădie Arbitri: Dobre, Potîrniche |
| 23 aprilie 2016 15:00 | Han 11             | (22-18) | Enescu 10           | Sala Polivalentă Măgura, Cisnădie Arbitri: Dobre, Potîrniche |
| 23 aprilie 2016 15:00 | 3× 1×              | Cronica | 3×                  | Sala Polivalentă Măgura, Cisnădie Arbitri: Dobre, Potîrniche |

| 23 aprilie 2016 17:30 | HC Zalău                   | 21 - 28 | Corona Brașov | Sala Sporturilor, Zalău Arbitri: Belean, Călina |
| 23 aprilie 2016 17:30 | Bloj, Puiu, Tămaș, Trif, 4 | (17-16) | Zamfir 10     | Sala Sporturilor, Zalău Arbitri: Belean, Călina |
| 23 aprilie 2016 17:30 | 2×                         | Cronica | 2×            | Sala Sporturilor, Zalău Arbitri: Belean, Călina |

| 23 aprilie 2016 17:30 | HC Dunărea Brăila | 21 - 15 | HCM Roman | Sala Polivalentă „Danubius”, Brăila Arbitri: Stark, Ștefan |
| 23 aprilie 2016 17:30 | Moldovan 4        | (9-7)   | Glibko 4  | Sala Polivalentă „Danubius”, Brăila Arbitri: Stark, Ștefan |
| 23 aprilie 2016 17:30 | 2×                | Cronica | 1×        | Sala Polivalentă „Danubius”, Brăila Arbitri: Stark, Ștefan |

| 23 aprilie 2016 18:00 | HC Alba Sebeș | 20 - 36 | CSM Ploiești | Sala Sporturilor Florin Fleșeriu, Sebeș Arbitri: Popa, Toma |
| 23 aprilie 2016 18:00 | Ciolan 7      | (10-19) | Dmitrović 7  | Sala Sporturilor Florin Fleșeriu, Sebeș Arbitri: Popa, Toma |
| 23 aprilie 2016 18:00 | 3×            | Cronica | 7× 1×        | Sala Sporturilor Florin Fleșeriu, Sebeș Arbitri: Popa, Toma |

## Promovare și retrogradare
În ediția 2015-2016, Liga Națională de handbal feminin s-a desfășurat doar cu tur și retur, fără Play-Off și Play-Out. La întrecere au participat 14 echipe. Conform regulamentului publicat de FRH, echipele clasate pe ultimele două locuri (13 și 14) după ultima etapă a competiției au retrogradat direct în Divizia A. Echipele care au terminat pe locurile 11 și 12 după ultima etapă a competiției vor disputa un turneu de baraj împreună cu formațiile care au terminat sezonul pe locurile 2 și 3 în cele două serii ale Diviziei A. La capătul turneului de baraj, primele două echipe clasate vor rămâne sau, după caz, vor promova în Liga Națională.
Ca și în edițiile anterioare, echipele clasate pe locul 1 în cele două serii ale Diviziei A au promovat direct în Liga Națională. Aceste echipe sunt: CSU Danubius Galați, câștigătoarea Seriei A,  și CSM Bistrița, câștigătoarea Seriei B.
Echipele care au luat parte la turneul de baraj au fost împărțite în două grupe de câte trei. Tragerea la sorți pentru distribuția în grupe a fost efectuată pe 27 aprilie 2016, la sediul Federației Române de Handbal. Meciurile s-au desfășurat în Sala Sporturilor din Pitești, iar programul complet al partidelor a fost publicat pe site-ul oficial al FRH.
|  | Echipe rămase în Liga Națională                 |
|  | Echipe care au mai jucat un meci de departajare |
|  | Echipe rămase în Divizia A                      |

### Grupa I
| Poz. | Echipa             | J | V | E | Î | GM | GP | DG   | P |
| ---- | ------------------ | - | - | - | - | -- | -- | ---- | - |
| 1    | CS Măgura Cisnădie | 2 | 2 | 0 | 0 | 63 | 46 | + 17 | 6 |
| 2    | CS HM Buzău        | 2 | 1 | 0 | 1 | 53 | 56 | - 3  | 3 |
| 3    | CSM Slatina        | 2 | 0 | 0 | 2 | 45 | 59 | - 14 | 0 |

### Grupa a II-a
| Poz. | Echipa                | J | V | E | Î | GM | GP | DG   | P |
| ---- | --------------------- | - | - | - | - | -- | -- | ---- | - |
| 1    | CSM Unirea Slobozia   | 2 | 2 | 0 | 0 | 57 | 41 | + 16 | 6 |
| 2    | CSM Cetate Deva       | 2 | 0 | 1 | 1 | 49 | 56 | - 7  | 1 |
| 3    | CSU Știința București | 2 | 0 | 1 | 1 | 44 | 53 | - 9  | 1 |

#### Astfel, la sfârșitul sezonului 2015-2016:
- CS Măgura Cisnădie și CSM Unirea Slobozia au rămas în Liga Națională;
- CSU Danubius Galați și CSM Bistrița au promovat în Liga Națională;
- CS HM Buzău, care a învins pe CSM Cetate Deva într-un meci de departajare, poate promova în Liga Națională în cazul retragerii unei alte echipe;

## Clasamentul marcatoarelor
| Poz. | Nume                         | Echipă                 | Goluri |
| ---- | ---------------------------- | ---------------------- | ------ |
| 1    | Roxana Han (ROU)             | CS Măgura Cisnădie     | 117    |
| 2    | Cristina Zamfir (ROU)        | ASC Corona 2010 Brașov | 110    |
| 3    | Alexandra Andrei (ROU)       | HC Alba Sebeș          | 98     |
| 4    | Claudia Constantinescu (ROU) | HC Zalău               | 97     |
| 5    | Irina Glibko (UKR)           | HCM Roman              | 93     |
| 6    | Andreea Enescu (ROU)         | CSM Unirea Slobozia    | 86     |
| 7    | Marina Dmitrović (SRB)       | CSM Ploiești           | 85     |
| 8    | Jasna Tošković (MNE)         | HCM Roman              | 75     |
| 9    | Mihaela Senocico-Ani (ROU)   | HCM Râmnicu Vâlcea     | 70     |
| 10   | Ada Moldovan (ROU)           | HC Dunărea Brăila      | 69     |
| 11   | Isabelle Gulldén (SWE)       | CSM București          | 68     |
| 12   | Andreea Adespii (ROU)        | HCM Râmnicu Vâlcea     | 67     |
| 12   | Daria Ilina (RUS)            | HCM Râmnicu Vâlcea     | 67     |
| 12   | Adriana Nechita (ROU)        | HCM Baia Mare          | 67     |
| 15   | Alina Horjea (ROU)           | HC Dunărea Brăila      | 66     |
| 16   | Ana Maria Simion (ROU)       | HCM Râmnicu Vâlcea     | 65     |
| 16   | Nicoleta Tudor (ROU)         | CSM Ploiești           | 65     |
| 18   | Jelena Živković (SRB)        | SCM Craiova            | 62     |
| 19   | Florina Chintoan (ROU)       | „U” Alexandrion Cluj   | 61     |
| 19   | Bianca Tiron (ROU)           | HC Dunărea Brăila      | 61     |

| Poz.                        | Nume                         | Echipă                    | Goluri |
| --------------------------- | ---------------------------- | ------------------------- | ------ |
| Trofeul Simona Arghir Sandu | Roxana Han (ROU)             | CS Măgura Cisnădie        | 211    |
| 2                           | Cristina Zamfir (ROU)        | ASC Corona 2010 Brașov    | 202    |
| 3                           | Andreea Enescu (ROU)         | CSM Unirea Slobozia       | 196    |
| 4                           | Irina Glibko (UKR)           | HCM Roman                 | 189    |
| 5                           | Marina Dmitrović (SRB)       | CSM Ploiești              | 177    |
| 6                           | Claudia Constantinescu (ROU) | HC Zalău                  | 162    |
| 7                           | Mihaela Senocico-Ani (ROU)   | HCM Râmnicu Vâlcea        | 161    |
| 8                           | Jelena Živković (SRB)        | SCM Craiova               | 153    |
| 9                           | Jasna Tošković (MNE)         | HCM Roman                 | 152    |
| 10                          | Isabelle Gulldén (SWE)       | CSM București             | 136    |
| 10                          | Alexandra Trifan (ROU)       | CS Rapid Metrou București | 136    |
| 12                          | Alexandra Andrei (ROU)       | SCM Craiova               | 134    |
| 13                          | Cristina Laslo (ROU)         | „U” Alexandrion Cluj      | 127    |
| 14                          | Ana Ciolan (ROU)             | HC Alba Sebeș             | 123    |
| 15                          | Ramona Farcău (ROU)          | CSM Ploiești              | 121    |
| 16                          | Andreea Adespii (ROU)        | HCM Râmnicu Vâlcea        | 120    |
| 17                          | Florina Chintoan (ROU)       | „U” Alexandrion Cluj      | 116    |
| 17                          | Ana Maria Simion (ROU)       | HCM Râmnicu Vâlcea        | 116    |
| 19                          | Daria Ilina (RUS)            | HCM Râmnicu Vâlcea        | 114    |
| 20                          | Alina Horjea (ROU)           | HC Dunărea Brăila         | 112    |
| 20                          | Bianca Tiron (ROU)           | HC Dunărea Brăila         | 112    |